# Arquitectura de Chicago
La arquitectura de Chicago, la tercera ciudad más grande de los Estados Unidos, ha reflejado durante mucho tiempo la arquitectura de los Estados Unidos y ha influido en ella. Chicago contiene algunos edificios diseñados por arquitectos de fama mundial. Como la mayor parte de los edificios del centro fueron destruidos por el Gran Incendio de 1871, su arquitectura destaca más por su diseño y originalidad que por su valor histórico.

## Historia

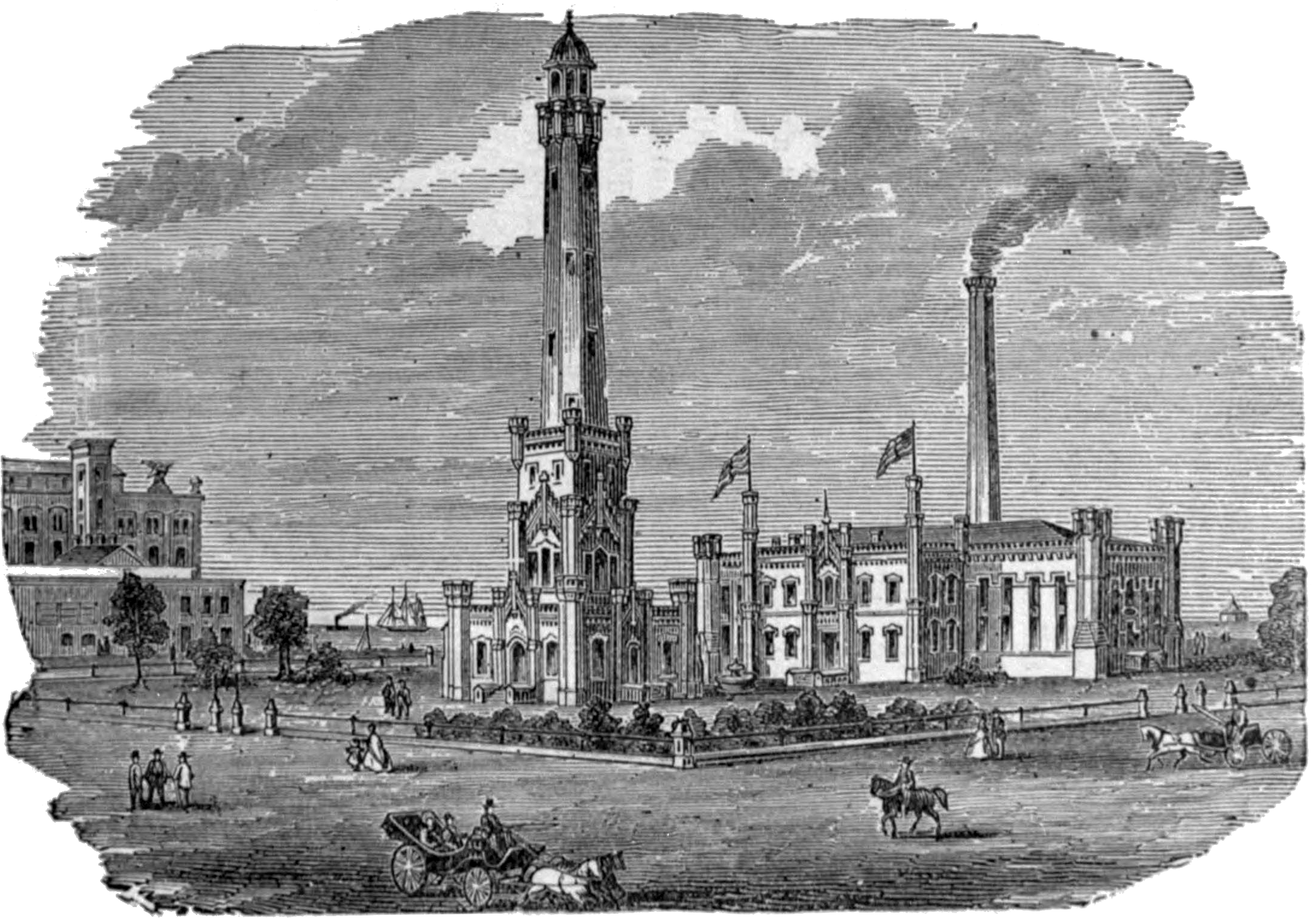
La Torre del Agua de Chicago y la Estación de Bombeo en 1886.

A diferencia de Nueva York, Chicago no se convirtió en una gran ciudad hasta mediados del siglo XIX, cuando pasó de ser un pueblo de unos cincuenta habitantes en 1830 a una ciudad de 30 000 habitantes en 1850 y posteriormente de 300 000 en 1870. Chicago se convirtió en el principal nodo ferroviario y comercial de la región del Medio Oeste, entonces en pleno desarrollo. La ciudad se consideraba diferente de las ciudades de la costa este y estaba particularmente orgullosa de su condición de centro dinámico en pleno auge.
En la década de 1870, Chicago se convirtió en el principal centro financiero del oeste del país, pero en octubre de 1871, un incendio arrasó el centro de la ciudad, construido principalmente de madera. Chicago se reconstruyó según un plan hipodámico (plan urbanístico en el que las calles son rectilíneas y se cruzan en ángulo recto, creando manzanas de forma cuadrada o rectangular) y se prohibieron los edificios de madera. Estos factores fomentaron la construcción de edificios mayores con características innovadoras que, al igual que en Nueva York, estaban destinados a acoger diferentes actividades comerciales o económicas dentro de un mismo inmueble. Sin embargo, el desarrollo de edificios más altos durante la década de 1870 estuvo limitado por la crisis bancaria de 1873 y la depresión posterior., durante la cual se ralentizaron las construcciones y se derrumbó el valor de las propiedades. Esta crisis desapareció a partir de 1880, cuando el ritmo de construcción en Chicago volvió a su nivel de 1871, al mismo tiempo que con la vuelta del crecimiento, la construcción de edificios altos volvió a ser rentable.
La revista Forbes ha nombrado al código postal 60602 (que corresponde al sector del Loop) el más carismático del país. Alberga dentro de sus límites numerosos edificios catalogados en las prestigiosas listas de lugares y edificios protegidos, como los Chicago Landmarks (a nivel municipal) y los Monumentos Históricos Nacionales (a nivel federal). En estas listas se encuentran edificios como el Auditorium Building, el Rookery Building, el 35 East Wacker, el Carbide & Carbon Building o el Chicago Board of Trade Building.

### El Gran Incendio de 1871

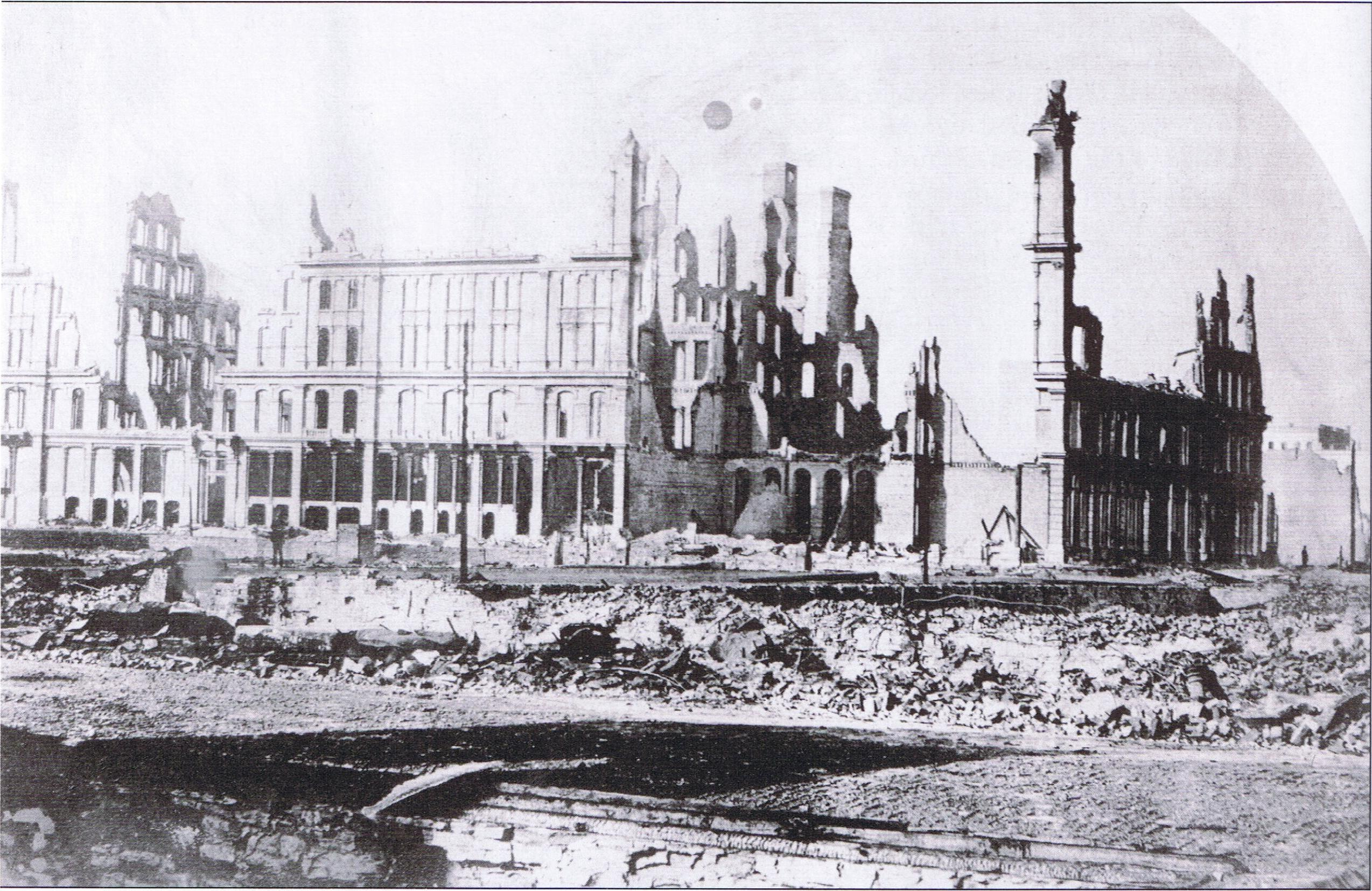
Fotografía del Grand Pacific Hotel, totalmente destruido por el incendio.

Durante su paso por el distrito financiero (Downtown Chicago), el incendio destruyó hoteles, grandes almacenes, el ayuntamiento, la ópera, teatros, iglesias e imprentas. El fuego continuó su avance hacia el norte, haciendo que la población huyera por los puentes sobre el río Chicago. Sin embargo, las chispas pasaron por encima de la rama norte del río y prendieron fuego a los edificios situados enfrente, en la otra orilla. El incendio empezó a propagarse a través de las casas y villas de la parte norte de la ciudad. Algunos habitantes llegaron a Lincoln Park, un gran parque situado en el barrio del mismo nombre, mientras que otros alcanzaron la orilla del lago Míchigan, donde miles de ellos encontraron refugio.
El fuego acabó extinguiéndose, ayudado en esto por la desaparición del viento y la fina lluvia que cayó en la noche del lunes. Desde su punto de partida de la casa O’Leary había quemado prácticamente 48 manzanas hasta la Fullerton Avenue al norte. En el centro de la ciudad y los barrios que lo rodean, no quedaba prácticamente nada de los edificios que se situaban allí antes del incendio. La Torre del Agua de Chicago y la Estación de Bombeo, las dos diseñadas por William W. Boyington en 1869, fueron los únicos edificios que sobrevivieron a la catástrofe.
Tras el incendio, se encontraron 125 muertos. Las estimaciones finales estaban entre 200 y 300 muertos. Había también al menos 100 000 personas sin hogar. Aunque este incendio fue una de las mayores catástrofes sufridas en los Estados Unidos en el siglo XIX, la reconstrucción que empezó inmediatamente después permitió a Chicago desarrollarse mejor desde un punto de vista económico y convertirse en una de las ciudades más importantes de Norteamérica. La ciudad se reconstruyó por completo según una regla estricta: la prohibición de utilizar madera. Los arquitectos debieron innovar, adoptar nuevas técnicas y utilizar acero para las estructuras de los edificios. El aspecto de la ciudad cambió sustancialmente. En definitiva, el Gran Incendio de Chicago permitió a los urbanistas pensar en una reconstrucción de la ciudad según criterios modernos.

### La aparición de los rascacielos

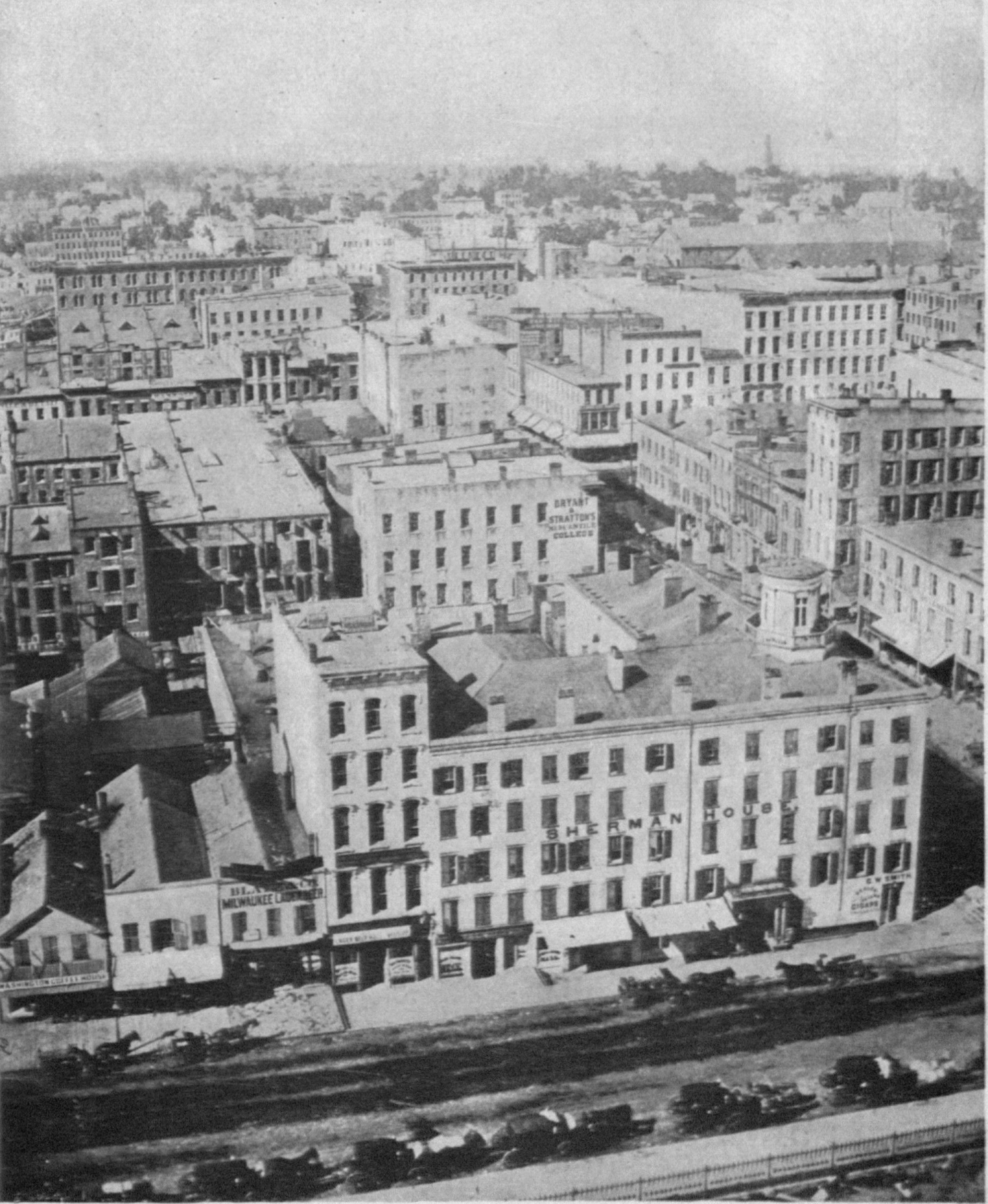
Antes del incendio, el centro de Chicago solo contenía edificios de pocas plantas (1860).

Chicago y las otras ciudades americanas se componían tradicionalmente de edificios de pocas plantas, pero el fuerte crecimiento económico tras la Guerra de Secesión y la escasez de terrenos edificables fomentaron el desarrollo de edificios más altos a partir de la década de 1870. Los avances tecnológicos permitieron la construcción de estructuras metálicas ignífugas con cimientos profundos y con los últimos avances como el ascensor y la luz eléctrica. Estas evoluciones hicieron viable técnica y económicamente la construcción de una nueva categoría de edificios altos. Los primeros ejemplos de este tipo fueron el Home Insurance Building (42 m), construido entre 1884 y 1885, y el Rookery Building (55 m), construido entre 1885 y 1888. Su número aumentó rápidamente y se llamaron «rascacielos» a partir de 1888.
Chicago estuvo inicialmente a la vanguardia de esta tendencia y se construyeron numerosos rascacielos en su distrito financiero a principios de la década de 1890. En ocasiones unidos a la escuela de arquitectura de Chicago, estos edificios pretendían asociar consideraciones estéticas y prácticas. Solían tener formas cuadradas de estilo neoclásico, y albergaban tiendas y restaurantes en las plantas inferiores y oficinas en el resto de plantas. Presentaban frecuentemente elegantes decoraciones en el vestíbulo y la planta baja. Por el contrario, los rascacielos neoyorquinos eran habitualmente torres esbeltas de estilo más ecléctico, criticado a menudo por su falta de elegancia. Después de que un decreto del consejo municipal de Chicago prohibiera la construcción de nuevos edificios de más de 46 metros de altura (150 pies), la construcción de rascacielos se concentró en Nueva York.

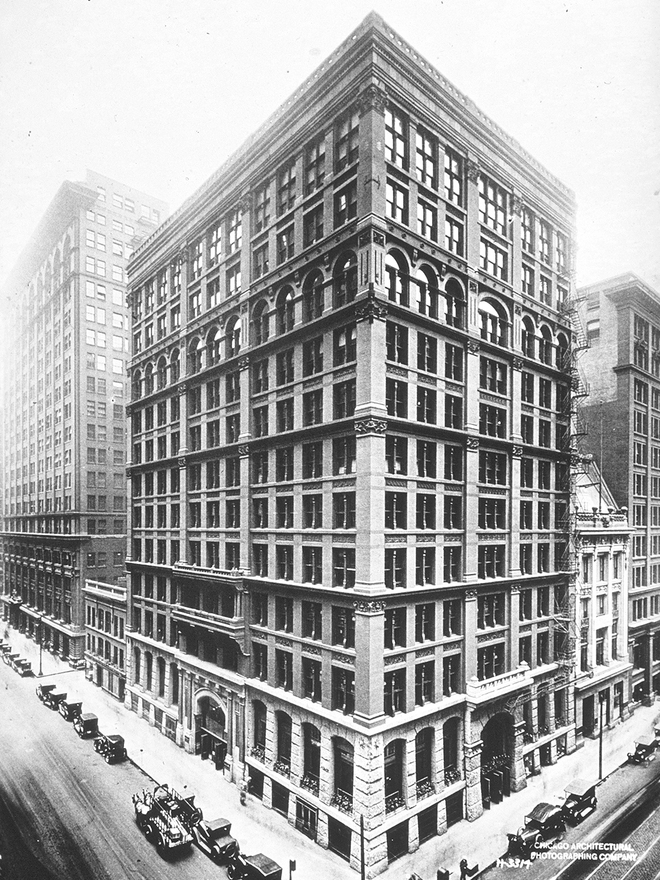
El Home Insurance Building, considerado por muchos el primer rascacielos de la historia (1885).

Los especialistas no están de acuerdo en cuál es el edificio que se debe considerar el primer rascacielos de la historia; en efecto, es difícil decidir cuál lo fue. Los neoyorquinos afirman que se trata del New York Tribune Building, diseñado por Richard Morris Hunt (1873, 78 metros), otros consideran que es el Home Insurance Building (1884-1885) de Chicago, diseñado por William Le Baron Jenney, miembro de la Escuela de Chicago. Esta escuela abogaba por un estilo simple y práctico; algunos consideran que se anticiparon al movimiento racionalista. El término skyscraper («rascacielos» en inglés) se utilizó inicialmente en la década de 1780 para designar un caballo particularmente grande, antes de ser aplicado a la vela situada en la cima del mástil de una nave, a los sombreros y a los hombres muy altos. No se empezó a aplicar a los edificios hasta la década de 1880, primero para los grandes monumentos y después, a partir de 1889, para los altos edificios de oficinas que aparecieron en la década siguiente. La identificación del primer «verdadero rascacielos» no es evidente y se proponen distintos candidatos según el criterio utilizado.
El Home Insurance Building tenía diez plantas y una altura de 42 metros y fue diseñado por William Le Baron Jenney. Tras haber estudiado en la École Centrale des Arts et Manufactures de París entre 1853 y 1856, Jenney se convirtió en uno de los arquitectos más prominentes de Chicago. Su diseño de este edificio fue innovador porque incorporó elementos de acero en su estructura metálica interna, compuesta tradicionalmente de hierro forjado. Este material más resistente permitía sostener el peso de las plantas y los muros exteriores, lo que fue una etapa importante hacia la creación de los muros cortina que se convertirían en una característica frecuente de los futuros rascacielos. El Home Insurance Building, inaugurado en 1884, es el edificio considerado con más frecuencia el primer rascacielos por los arquitectos a causa de su innovadora estructura metálica innovadora.

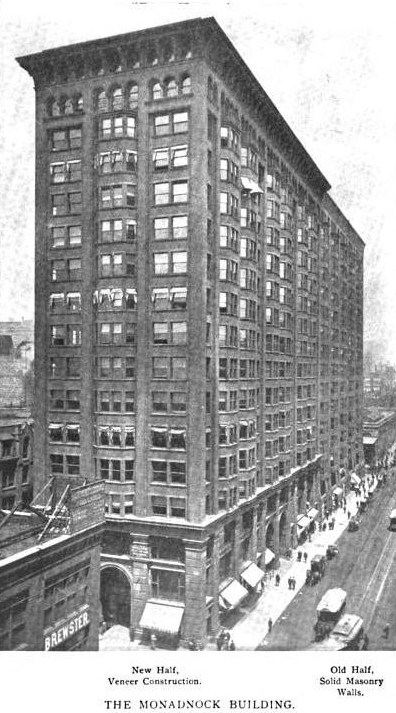
El Monadnock Building (1895).

A principios de la década de 1880, los pioneros de la Escuela de Chicago exploraron la estructura de acero y, en la década de 1890, la utilización de vidrio para las fachadas. Estas nuevas ideas permitieron la aparición de los primeros rascacielos modernos. El Home Insurance Building se considera a menudo el primer rascacielos que utilizó acero para su estructura. El Monadnock Building también marcará un giro importante en la historia de la arquitectura. Su mitad norte, diseñada y construida por Burnham & Root entre 1889 y 1891, tiene muros de carga de albañilería, mientras que su parte sur, diseñada y construida por Holabird & Roche entre 1891 y 1893, descansa sobre una estructura de acero. Construido entre 1904 y 1905 por Holabird & Roche, el Chicago Savings Bank Building también se considera un ejemplo precoz y destacado de la Escuela de Chicago, debido a su uso de estructura metálica, grandes ventanas y terracota para la fachada.
Daniel Burnham y sus compañeros John W. Root y Charles B. Atwood fueron los primeros que utilizaron acero para la estructura y vidrio para las fachadas. A mediados de la década de 1890, también fueron los primeros que usaron la terracota para las fachadas de los edificios, en particular para el Reliance Building. Sin embargo, la estructura del Montauk Building, diseñado por John Wellborn Root Sr. y Daniel Burnham, se construyó de acero entre 1882 y 1883. En su informe sobre la Exposición Mundial Colombina de Chicago de 1893, Erik Larson afirmó que el Montauk Building fue el primer edificio llamado «rascacielos». El First Leiter Building, construido en 1879 por William Le Baron Jenney, es el primero de estos edificios sin muros de carga en la fachada. Sus forjados de madera reposan sobre columnas de hierro forjado y el Second Leiter Building, construido el mismo año, es uno de los primeros edificios comerciales con estructura metálica en los Estados Unidos. En 1892, el Templo Masónico superó al New York World Building, poniendo fin a sus dos años como edificio más alto del mundo, pero fue superado otros dos años después por otro edificio de Nueva York.

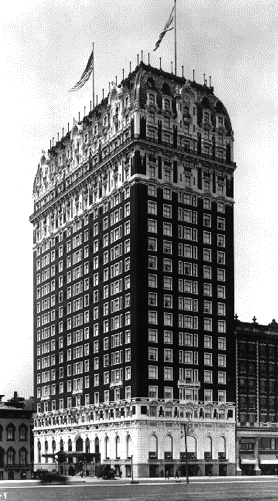
El Blackstone Hotel (1910).

Desde principios de la década de 1890 se desarrolló la oposición a los rascacielos en Chicago. Incluso antes del desarrollo de los primeros rascacielos, algunos habían criticado los grandes edificios de Chicago porque dominaban sobre las iglesias y las residencias privadas, y este sentimiento creció con el tiempo. Los opositores se quejaban de que la concentración de grandes edificios en el centro de la ciudad causara numerosos atascos y que el carbón utilizado para estos inmuebles, en los que el consumo total superaba el millón de toneladas, creara un smog grueso y persistente por encima de la ciudad, que reduciría la visibilidad y contaminaría la atmósfera. Los opositores criticaban también el hecho de que estos inmuebles de gran altura sumergieran las calles en la sombra de manera casi permanentemente y que pudieran privar literalmente una o varias manzanas enteras de la luz natural. Muchos chicaguenses también se preocupaban del riesgo de que un incendio incontrolable pudiera propagarse de edificio en edificio.
Al mismo tiempo, la industria de los rascacielos conoció un fuerte crecimiento en la década anterior a la Primera Guerra Mundial, debido a que el metro aéreo permitió que más trabajadores se desplazaran al distrito financiero. Solo en el año 1910, se construyeron 140 000 m² de oficinas nuevas y al final de la década, Chicago era la segunda ciudad americana tras Nueva York por número de sedes sociales de empresas. Los estudios de arquitectura de Chicago como Daniel H. Burnham y posteriormente Graham, Anderson, Probst & White continuaron diseñando rascacielos en el estilo palazzo popularizado en la década anterior. La ciudad también acogió la Exposición Mundial Colombina de 1893, un evento internacional que había fomentado la aparición de estudios de arquitectura y de urbanismo. También se aprobó remodelar la ciudad según el Plan Burnham y en 1902 el límite de altura se aumentó a 80 metros. Los rascacielos resultantes reflejaron estos debates: el Railway Exchange Building, el Peoples Gas Building y el Illinois Continental and Commercial Bank Building eran edificios masivos que cubrían un cuarto de manzana con fachadas divididas en tres partes y elementos del estilo palazzo.

#### La nueva generación

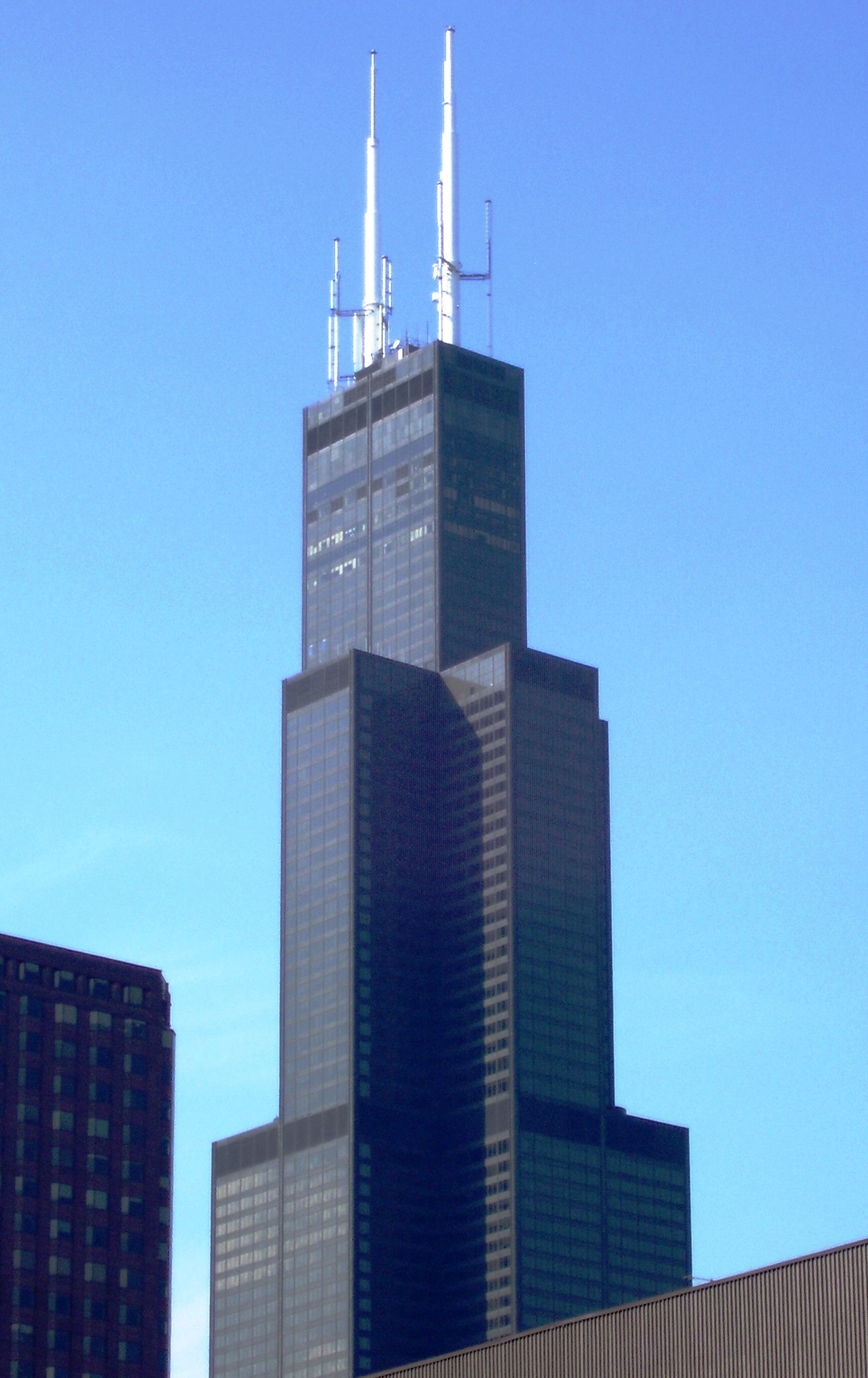
La Torre Willis (1973).

Desde 1963, surgió una "segunda escuela de Chicago" de la obra de Ludwig Mies van der Rohe en el Instituto de Tecnología de Illinois de Chicago. También influyeron en este movimiento las ideas del ingeniero estructural Fazlur Khan, en particular su introducción de un nuevo sistema estructural de tubos para el diseño y construcción de rascacielos. El primer edificio que uso este sistema tubular fue el DeWitt-Chestnut Apartment Building, diseñado por Khan y completado en 1966 en Chicago. Esto sentó las bases para el uso de estructuras tubulares en muchos otros rascacielos posteriores, incluido el John Hancock Center y la Torre Willis (llamada entonces Torre Sears) en Chicago, diseñadas por él, y también en el World Trade Center, las Torres Petronas, el Jin Mao, y muchos otros rascacielos desde los años sesenta.
La ciudad adquirió un gran renombre cultural e internacional gracias a su arquitectura de rascacielos, que ha continuado hasta la actualidad, y a atraer millones de visitantes cada año. En efecto, algunos de los rascacielos de Chicago figuran en la actualidad entre los más altos del mundo, como el John Hancock Center (1969, 343 metros), el Aon Center (1973, 346 metros) y la Trump International Hotel and Tower (2009, 423 metros). La Torre Willis o Willis Tower (1973, 442 metros), llamada Torre Sears o Sears Tower hasta julio de 2009, fue el edificio más alto del mundo desde 1973 (año de su inauguración) hasta 1998, y el más alto de los Estados Unidos hasta 2013. Actualmente es el segundo edificio más alto del continente americano y de todo el Hemisferio Occidental, tras el One World Trade Center de Nueva York. Hasta 2013, cuando se construyó el One World Trade Center (104 plantas), Chicago era la única ciudad del continente americano que tenía varios edificios de más de cien plantas (Nueva York tenía tres hasta los atentados del 11 de septiembre de 2001). Por otro lado, la Torre Willis (108 plantas) es el edificio con más plantas del Hemisterio Occidental.
Desde hace varios años, ha aparecido una nueva generación de rascacielos a partir de una verdadera renovación urbana de los barrios de Near North Side y Near South Side, situados respectivamente al norte y al sur del Loop. En efecto, debido a la gentrificación de los barrios contiguos al Loop, las antiguas instalaciones industriales, así como grandes terrenos vacíos y aparcamientos abandonados, se han transformado recientemente en barrios acomodados. Se pueden encontrar numerosos tipos de casas, de condominios de lujo y de rascacielos residenciales en algunos barrios de Chicago. En la orilla del lago Míchigan, numerosas zonas residenciales se caracterizan por pabellones construidos a principios del siglo XX o después de la Segunda Guerra Mundial.
Los rascacielos actualmente en construcción como el 200 North Riverside Plaza o finalizados recientemente como OneEleven, 340 on the Park, Legacy Tower, Trump International Hotel and Tower o la ampliación de la Blue Cross Blue Shield Tower, han dado un nuevo horizonte al centro de Chicago. La Chicago Spire fue un proyecto de rascacielos residencial de forma helicoidal, cuya finalización estaba prevista para 2012. Con 150 plantas y 609,6 metros de altura, se habría convertido en el edificio más alto del continente americano, por delante del One World Trade Center. La Chicago Spire fue diseñada por el arquitecto español Santiago Calatrava, arquitecto entre otros de la Turning Torso de Malmö (Suecia). Sin embargo, como consecuencia de la crisis económica de 2008, las obras se suspendieron en otoño de 2008 sin fecha de reanudación.

### La Exposición Mundial Colombina y el Plan Burnham

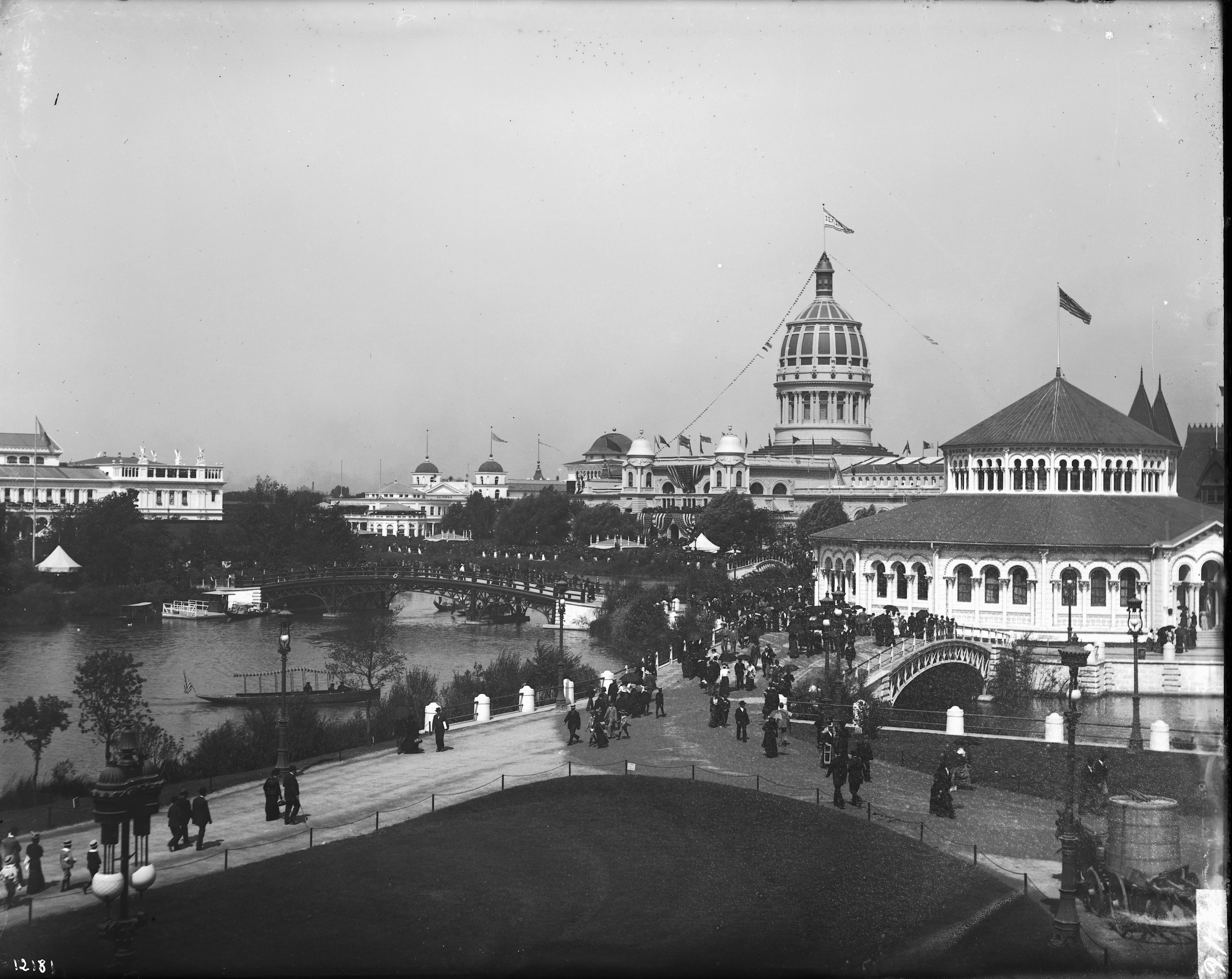
Los edificios de la Exposición Mundial Colombina, 1893

En 1893, la Exposición Mundial Colombina (World Columbian Exposition) atrajo a 27 millones de visitantes y fue la ocasión para que los promotores del movimiento arquitectónico City Beautiful realizaran varios edificios que formaron a partir de entonces parte del patrimonio de Chicago: el Museo de la Ciencia y la Industria, el Museo Field de Historia Natural, y el célebre métro aéreo del Loop. Numerosos arquitectos construyeron edificios emblemáticos en Chicago con diferentes estilos. Algunos de entre ellos son los llamados Chicago Seven: James Ingo Freed, Tom Beeby, Larry Booth, Stuart Cohen, James Nagle, Stanley Tigerman y Ben Weese.
Para la construcción de los edificios de la Exposición Mundial Colombina de 1893, el ayuntamiento llamó a muchos de los arquitectos más influyentes del país como Daniel Burnham, Racine, Frank Lloyd Wright, Dankmar Adler, Charles B. Atwood, Henry Hobson Richardson o Louis Sullivan. Estos arquitectos continuaron diseñando otros monumentos para Chicago tras la exposición, de los cuales la mayoría están catalogados actualmente como monumentos históricos (Chicago Landmark). En 1966 se creó la Chicago Architecture Foundation, un organismo que permitió la conservación de casas históricas como la Casa Glessner. Construida entre 1885 y 1886 por el arquitecto Henry Hobson Richardson, la Casa Glessner es una de las más antiguas de Chicago.

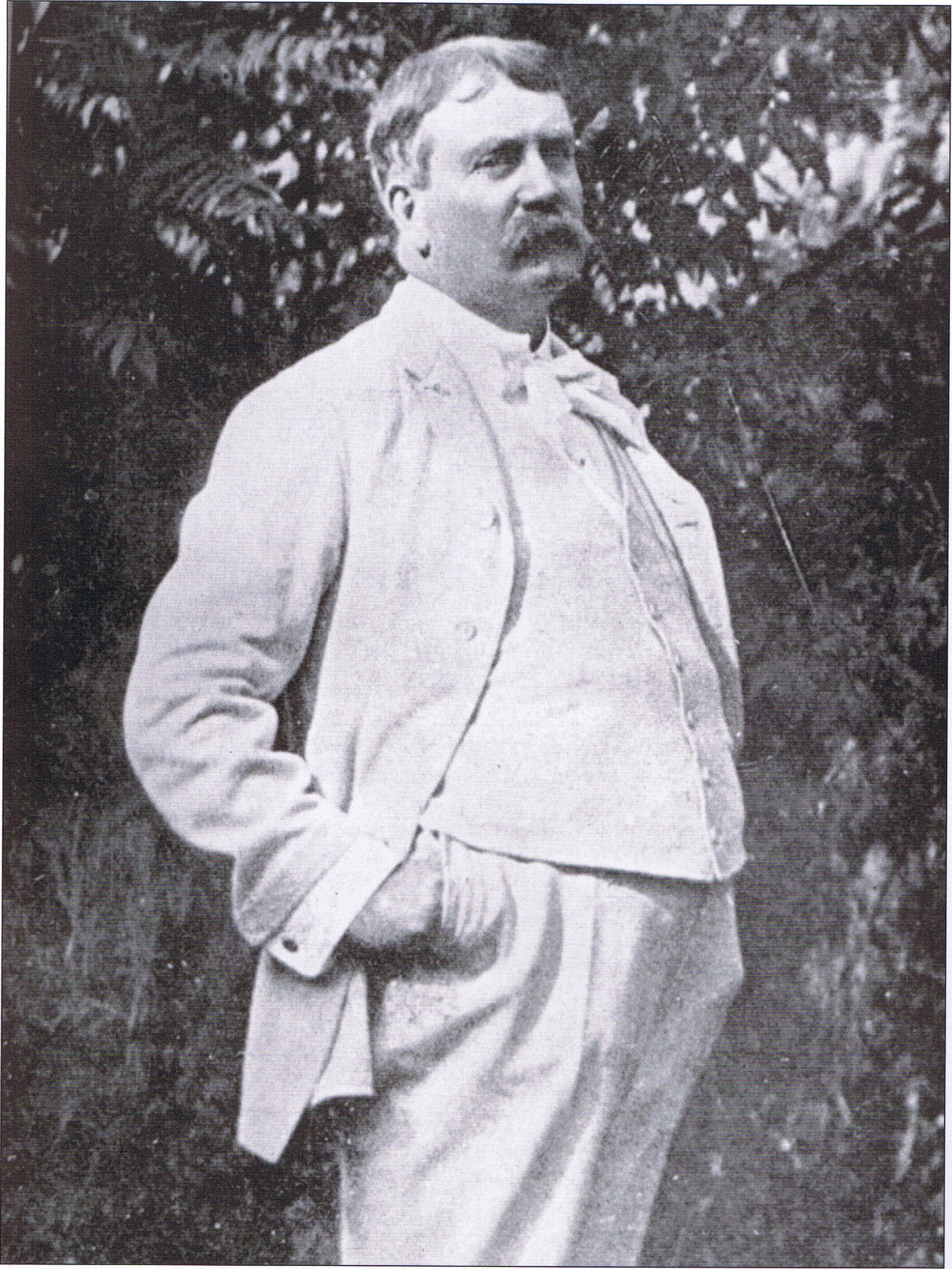
Daniel Burnham (hacia 1900), uno de los arquitectos y urbanistas más influyentes de Chicago.

Daniel Burnham dirigió el diseño de la White City para la exposición universal. Algunos historiadores afirman que este proyecto condujo a una renovación de la arquitectura neoclásica en Chicago y el resto de los Estados Unidos. Es cierto que la  White City representó un nuevo estilo arquitectónico para un arquitecto como Burnham. Aunque Burnham desarrolló el Plan for Chicago de 1909, quizá el primer plan urbanístico exhaustivo de una ciudad estadounidense, en estilo neoclásico, muchos de los rascacielos más avanzados de Chicago se construyeron después de que cerrara la Exposición, entre 1894 y 1899. Louis Sullivan dijo que la feria hizo retroceder el curso de la arquitectura estadounidense dos décadas, pero sus mejores obras en Chicago, como la tienda de Schlesinger and Meyer (posteriormente Carson, Pirie, Scott and Company Building) se construyó en 1899, cinco años después de la White City y diez años antes del Plan de Burnham.
Los comentarios de Sullivan se deben ver en el contexto de su complicada relación con Burnham. Erik Larson señala en The Devil in the White City que las técnicas de construcción desarrolladas durante las obras de los edificios de la feria eran totalmente modernas, aunque estaban adornadas de una manera que Sullivan encontraba de mal gusto.
El Plan Burnham es un nombre popular que fue dado en la década de 1900 para definir el plan de remodelación urbana de la ciudad de Chicago, que fue sin duda el proyecto urbanístico más grande de los Estados Unidos de la época. Chicago fue una de las primeras ciudades del mundo que se benefició de un plan de urbanismo. Llamado anteriormente Plan de Chicago de 1909, el Plan Burnham fue dirigido por los arquitectos paisajistas y urbanistas Daniel Burnham y Edward H. Bennett. En 1906, el ayuntamiento de Chicago encargó a Burnham y Bennett un gran proyecto de embellecimiento de la ciudad. Los dos arquitectos y urbanistas propusieron a la Chicago Plan Commission una serie de proyectos innovadores para la remodelación urbanística del centro de Chicago y de los barrios que lo rodean, entre los que destacan la construcción de nuevas calles, la renovación y ensanchamiento de los bulevares ya existentes, la creación de nuevos espacios verdes (incluidos algunos en los barrios del sur), la transformación y ampliación de los parques ya existentes, la colocación de un nuevo ferrocarril de importancia regional, la creación de varias zonas portuarias, la construcción del Navy Pier, la reconversión de Northerly Island y la construcción de unos cuantos edificios municipales.
Tras la presentación oficial del nuevo plan urbano el 6 de julio de 1909, el consejo municipal autorizó al alcalde de Chicago, Fred A. Busse, a que nombrara los miembros de la Chicago Plan Commission. El 1 de noviembre de 1909, el consejo municipal aprobó la designación de 328 hombres como miembros oficiales de esta comisión, y se pusieron en marcha numerosas obras por toda la ciudad, bajo la dirección de Burnham y Bennett.

### La Escuela de Chicago

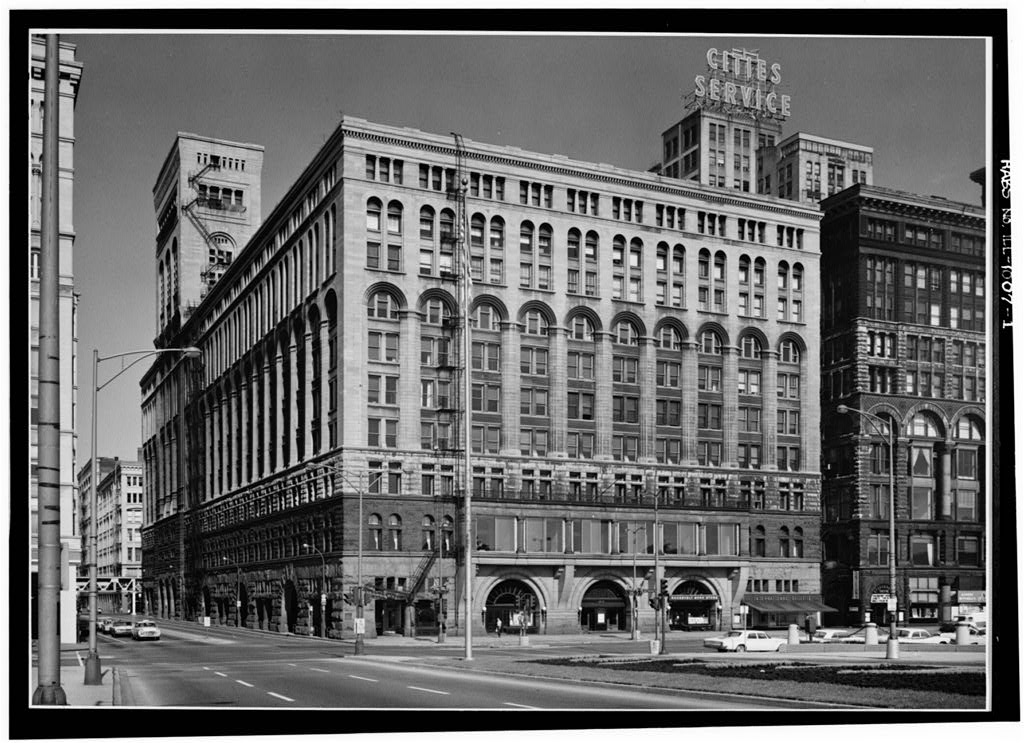
El Auditorium Building, uno de los edificios más representativos de la escuela de Chicago.

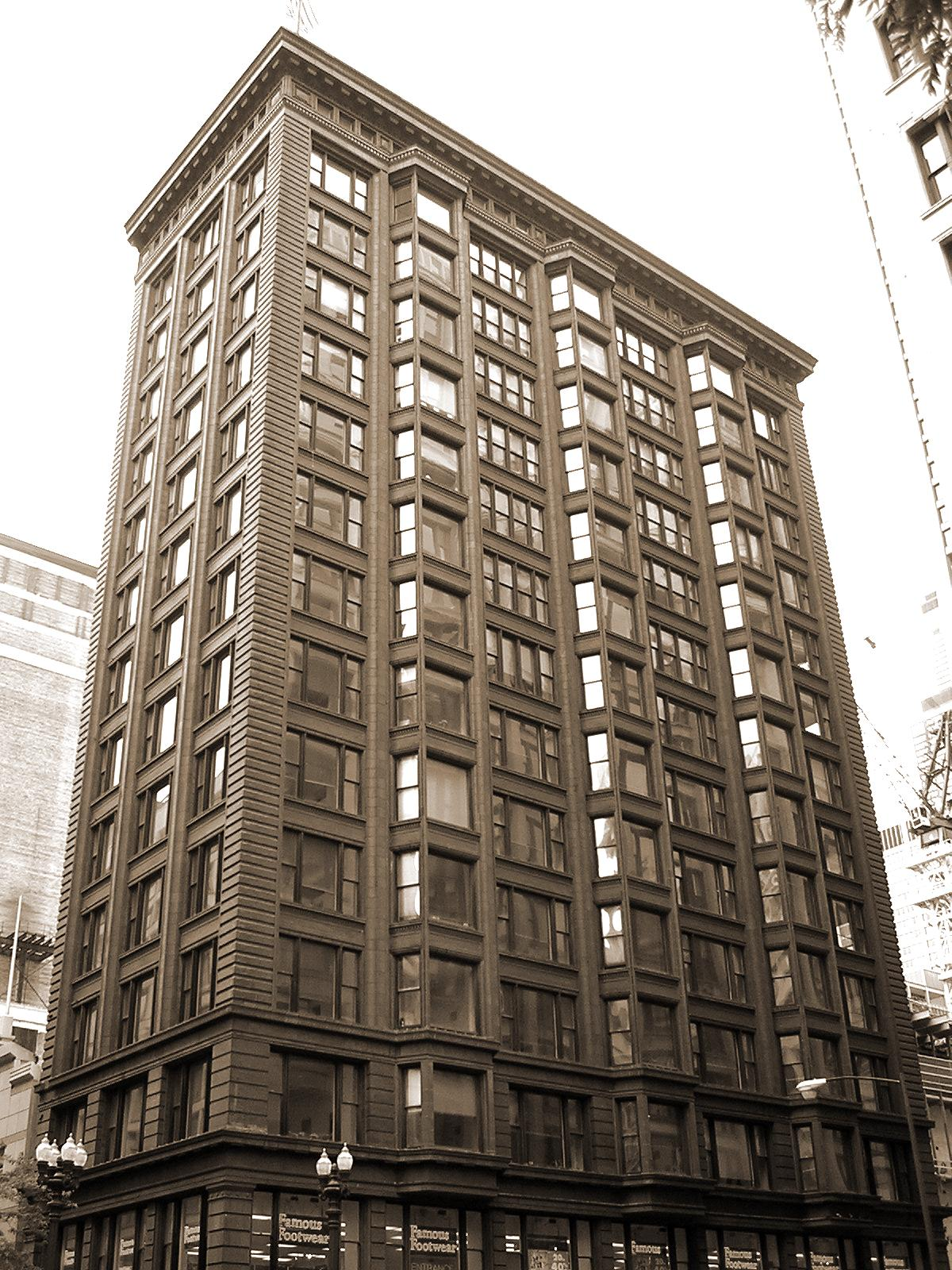
El Chicago Building.

La escuela de Chicago es un movimiento de arquitectura y urbanismo así llamado porque sus primeras obras se realizaron en Chicago, a finales del siglo XIX. El apogeo de este movimiento se sitúa aproximadamente entre 1875 y 1907, y se caracteriza por la construcción racional y funcional de oficinas, grandes almacenes, fábricas, apartamentos y estaciones. Se ponía el acento en la durabilidad mediante el uso de materiales modernos como el acero, el cemento, el hierro forjado y el vidrio armado (especialmente para la construcción de cúpulas). El suceso catalizador de este movimiento fue, como hemos visto, el Gran incendio de Chicago del 8 de octubre de 1871, en el que se destruyó una gran parte del centro de la ciudad, y la necesidad de su reconstrucción permitió la aparición de un nuevo enfoque para la construcción de edificios.
Desde la década de 1890, los arquitectos chicaguenses desarrollaron una solución a este problema creando un nuevo estilo arquitectónico llamado «Escuela de Chicago». Aunque se utiliza frecuentemente esta expresión, no está claro que haya sido una escuela de pensamiento organizada y, de hecho, las ideas de los arquitectos diferían en muchos aspectos. Esta escuela de pensamiento también puso en relación con los arquitectos, ingenieros estructurales y constructores sobre los mismos proyectos. Históricamente, el sector de la construcción había estado dominado por pequeñas empresas que asociaban los papeles de arquitecto e ingeniero pero estas fueron sustituidas en Chicago por asociaciones mayores entre arquitectos especializados que se concentraban en la apariencia de los rascacielos e ingenieros especializados que se encargaban de materializar estas ideas. Los estudios de arquitectura de Chicago se convirtieron así en grandes empresas y, por ejemplo, la Daniel H. Burnham & Company era una empresa que llegó a tener 180 empleados.

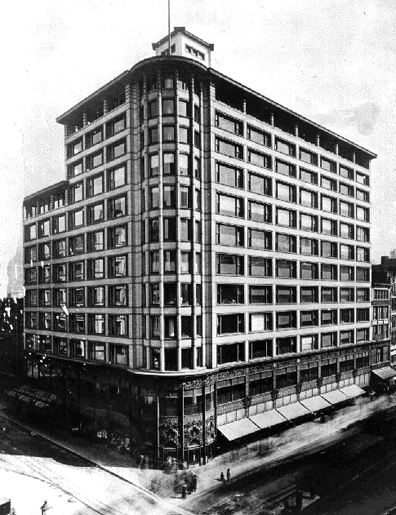
Fotografía del Carson, Pirie, Scott and Company Building en 1900.

La escuela incluía originalmente arquitectos como William Le Baron Jenney (1832-1907) y Henry Hobson Richardson (1838-1886). La generación siguiente se componía de Daniel Burnham, William Holabird, Martin Roche y Louis Henry Sullivan (1856-1924), que empezaron los cuatro su carrera en la agencia de William Le Baron Jenney, y el ingeniero Dankmar Adler (1844-1900), socio durante mucho tiempo de Louis Sullivan y John Wellborn Root, cuyos diseños asociaban la estética arquitectónica a consideraciones más pragmáticas. Favorecieron el uso de decoraciones refinadas en la planta baja y una ornamentación más ligera en las plantas superiores, todo ello resaltando las líneas verticales. Su intención era atraer el ojo del observador hacia la altura para celebrar lo que Suillivan califica de «ambición» en un rascacielos, evitando desperdiciar recursos en detalles complejos que tenían pocas probabilidades de seducir un hombre de negocios con prisa. Igualmente, las plantas bajas con una decoración elaborada permitían hacer que el edificio destacara y atraer a los transeúntes a los comercios. La escuela de Chicago ideó y generalizó el uso del acero en la construcción de rascacielos, realizando así la revolución estructural que permitió pasar de edificios con muros de carga a las construcciones de tipo postes-losas sin fachada portante.
Sullivan era quizá el arquitecto más filosófico de la ciudad. Dándose cuenta de que el rascacielos representaba una nueva forma de arquitectura, descartó los precedentes históricos y diseñó edificios que enfatizaban su naturaleza vertical. Esta nueva forma de arquitectura recibió originalmente el nombre de Commercial Style, pero posteriormente se llamó «escuela de Chicago».
Estos rascacielos también se hicieron recurrentes para racionalizar al máximo el uso de terreno de los edificios en ciudades donde el coste de los terrenos crecía constantemente. En la época, la ciudad de Chicago conoció uno de los booms demográficos más importantes del país, de donde procede la idea de los arquitectos y urbanistas de conservar la ciudad reduciendo a máximo la dispersión urbana. Estos arquitectos crearon con su obra e influencia un modelo de desarrollo urbano que caracterizó a todas las ciudades americanas durante el siglo XX.

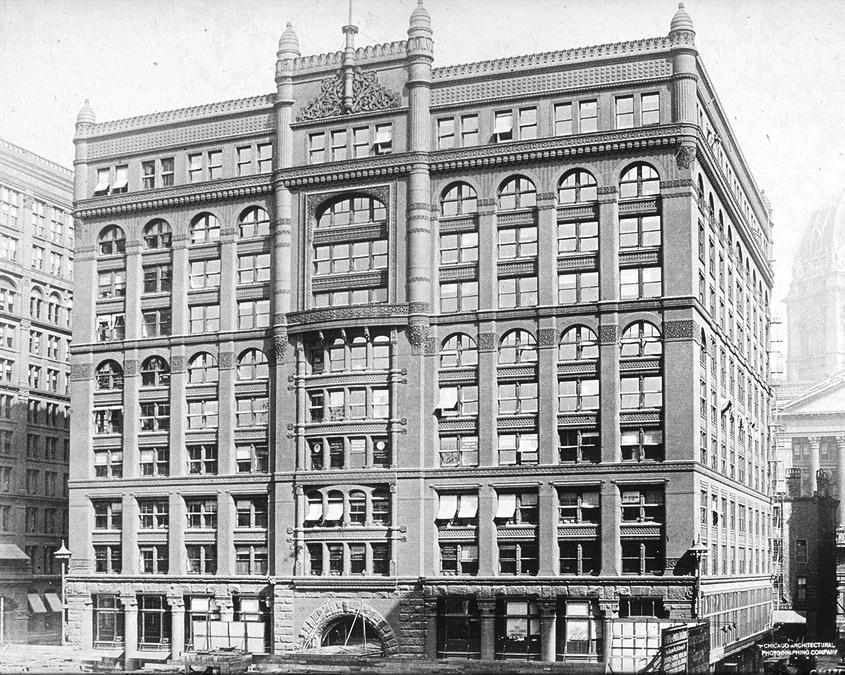
El Rookery Building en 1891.

Aunque el exterior de los rascacielos de Chicago era relativamente sobrio, los recibidores estaban decorados con gran cuidado. El Unity Building tenía también mármol numidio, proveniente de los Alpes Apuanos y de Siena, un biombo artístico de cristal y de bronce, un balcón de mármol, así como columnas corintias con capiteles finamente grabados, candelabros dorados con pan de oro y de plata y enrejado bañado de plata en los ascensores. El objetivo era proyectar una sensación de prosperidad y solidez financiera que pudiera atraer a los ocupantes dispuestos a pagar alquileres elevados. Para estos últimos, habitar en un entorno así era una buena manera de manifestar de su prosperidad y afirmar su estatus social.
La escuela de Chicago también produjo grandes e imponentes rascacielos que tenían una apariencia y una altura similar. Se trataba generalmente de formas rectangulares de estilo palazzo con un gran espacio destinado a permitir la entrada de la luz, situado idealmente en el centro. El exterior estaba dividido típicamente en tres partes: la base, la sección central y la cornisa. Esta división tripartita estaba destinada a reproducir las columnas clásicas y reflejar las funciones de las diferentes partes de un rascacielos. El espacio central podía formar un simple patio pero muchas empresas preferían instalar una cúpula o cubierta de vidrio en la cima para crear un atrio destinado a las tiendas y restaurantes. Las ventanas de los rascacielos de Chicago también eran una de sus características más relevantes: eran grandes vidrios fijos con pequeñas ventanas de guillotina a los dos lados. Algunas sobresalían más allá del edificio y formaban una ventana arqueada.
Esta escuela está relacionada con la Prairie School que trató sobre todo de la arquitectura residencial, con su figura principal Frank Lloyd Wright (1867-1959), antiguo colaborador de Louis Sullivan.

### Prairie School
La Escuela de la Pradera (Prairie School) fue un movimiento arquitectónico de finales del siglo XIX y principios del siglo XX que afectó sobre todo al Medio Oeste de los Estados Unidos. Este estilo se caracteriza por la presencia de líneas horizontales, techos planos, grandes aleros sobresalientes y una decoración moderada. Se posiciona en ruptura con las maneras de construir del siglo XIX. La horizontalidad debía recordar el paisaje plano de las Grandes Llanuras, así como explicar el nombre de esta escuela. Su principal iniciador fue Louis Sullivan, pero también pertenecieron a este movimiento otros arquitectos, como Frank Lloyd Wright, Walter Burley Griffin, Marion Mahony Griffin, William Gray Purcell y George Grant Elmslie.

### Otros estilos
Como en las otras grandes ciudades estadounidenses, el eclecticismo caracterizó la arquitectura de los edificios públicos: el movimiento conocido con el nombre de City Beautiful utilizó los estilos Beaux-Arts y neoclásico (por ejemplo, el Museo Field, el Museo de la Ciencia y la Industria, el Chicago Cultural Center y el Instituto de Arte de Chicago). Los edificios situados en el campus de la Universidad de Chicago, la Tribune Tower, y muchas iglesias y catedrales (como la Catedral del Santo Nombre, la Catedral de San Jaime y la Second Presbyterian Church) son de estilo neogótico. A diferencia de Nueva York, Chicago tiene pocos edificios art déco. El Estilo Internacional se impuso sobre todo después de 1945 (Crown Hall) y domina actualmente el centro de Chicago por sus numerosos rascacielos. Finalmente, los barrios étnicos se caracterizan por sus estilos importados, como Chinatown con su ayuntamiento chino y su templo chino o el Ukrainian Village con sus iglesias ortodoxas con cúpulas bulbosas.

### Arquitectura residencial
Chicago posee numerosas casas catalogadas de diferentes estilos. Las rowhouses son típicas de las ciudades americanas y se solían construir en ladrillo. Las podemos encontrar en casi todos los barrios y zonas de la ciudad. Tras el Gran Incendio de 1871, el Estilo Segundo Imperio conoció un importante éxito en las construcciones civiles. Los últimos años del siglo XIX también se caracterizaron por la arquitectura neocolonial (áreas comunitarias de South Shore, Forest Glen y Beverly), neorrománico (Palmer Mansion, 1885) y reina Ana (áreas comunitarias de Hyde Park y Lake View). La Escuela de la Pradera cuenta con numerosas casas en las áreas comunitarias de Rogers Park, Hyde Park y Beverly.
La Prairie School, cuyo mayor exponente fue Frank Lloyd Wright, no influyó solo en el diseño exterior de los edificios, sino también en el diseño interior y el mobiliario. En la primera mitad del siglo XX, se construyeron populares barrios residenciales con casas de estilo Chicago Bungalow, muchas de las cuales todavía se conservan. El campus del Instituto de Tecnología de Illinois en Chicago, diseñado por Ludwig Mies van der Rohe, influyó en el posterior Estilo Internacional. La obra de Van der Rohe se denomina a veces "La Segunda Escuela de Chicago".

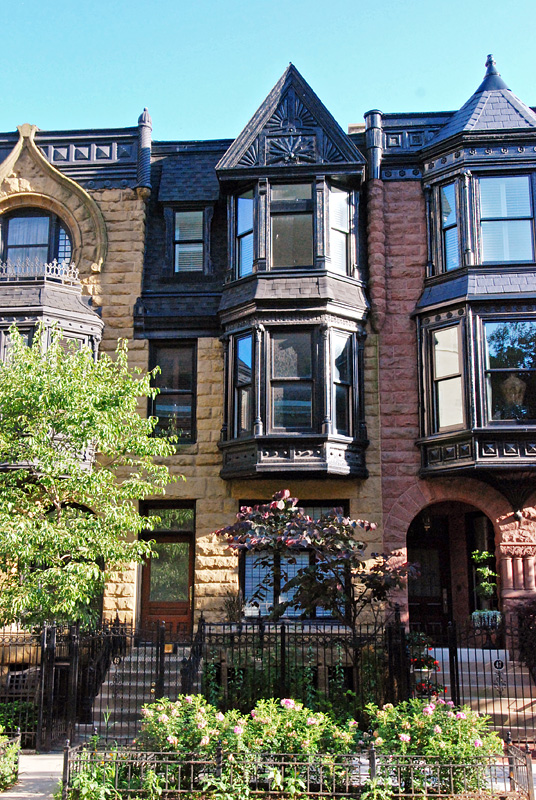
Edificios históricos del Gold Coast Historic District.
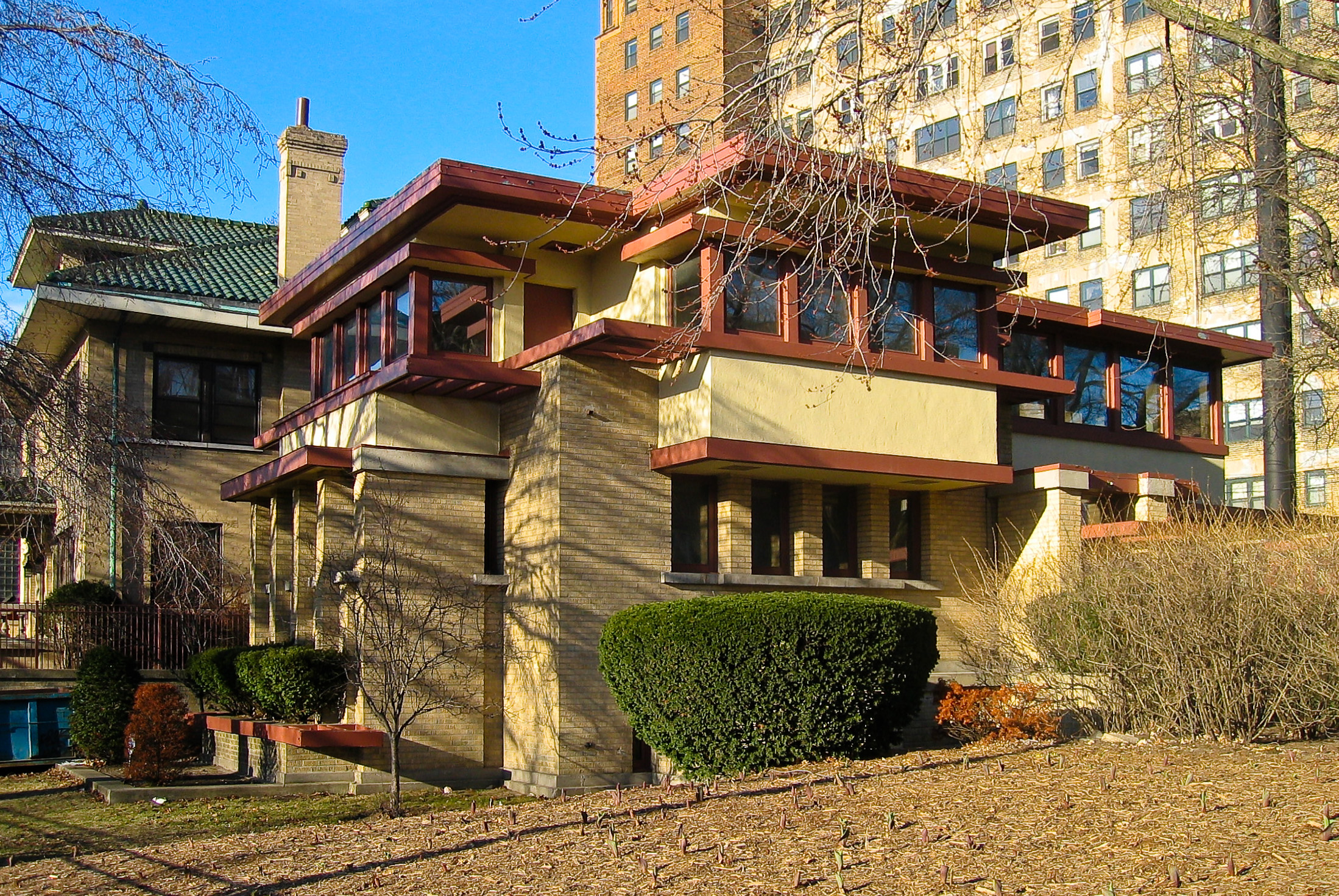
Emil Bach House, Frank Lloyd Wright.
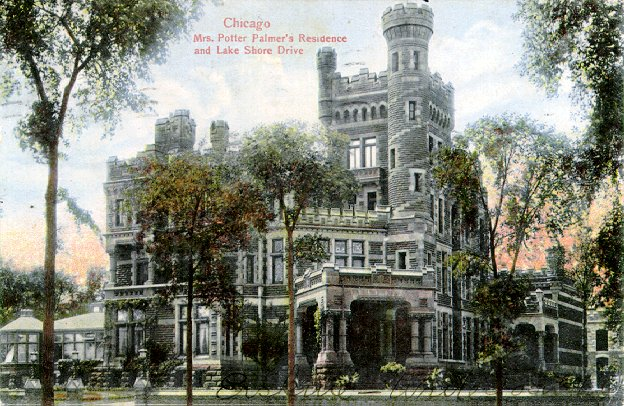
La Palmer Mansion fue una de las residencias privadas más grandes de la época.
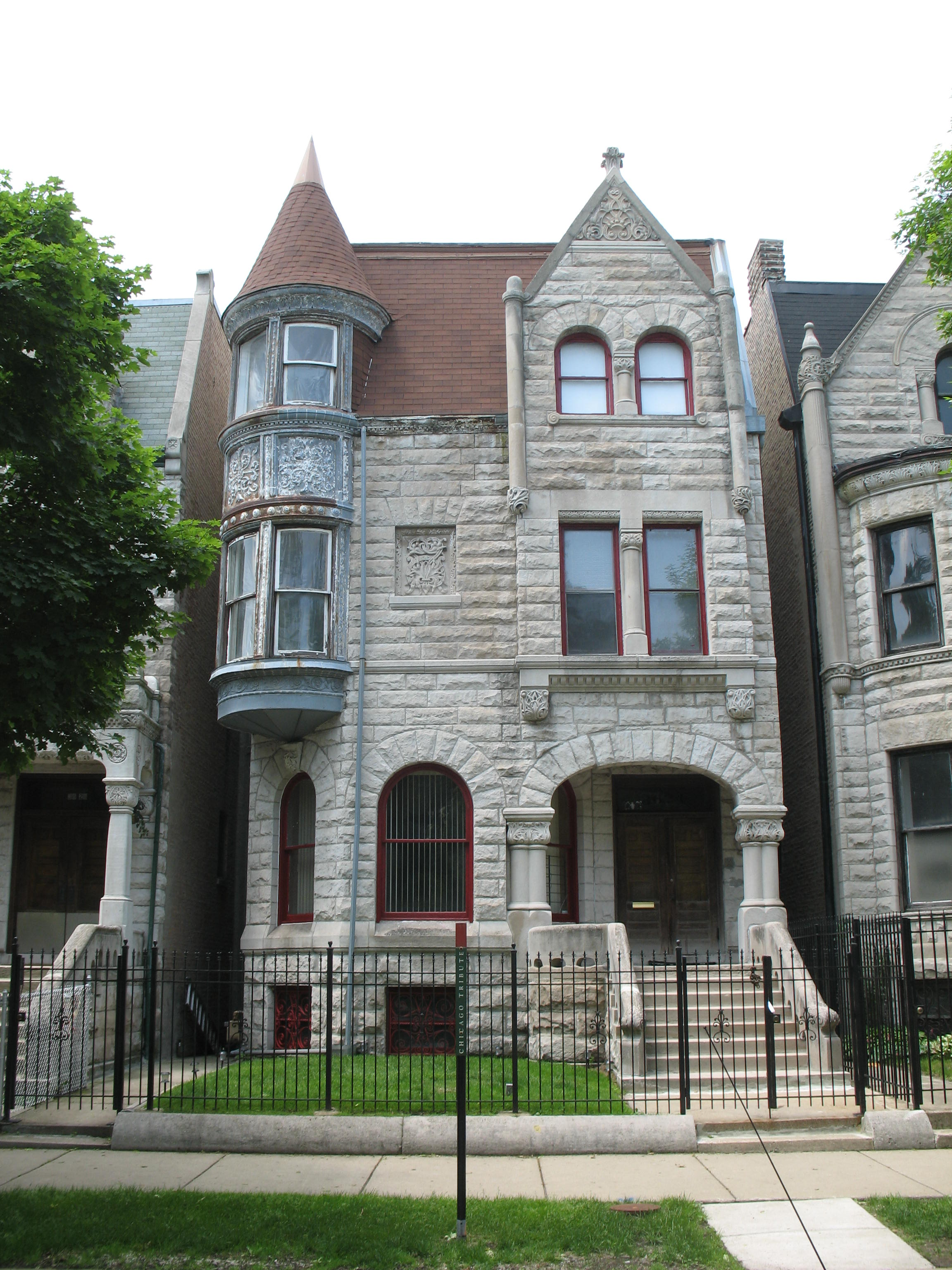
La Ida B. Wells-Barnett House, residencia de Ida B. Wells, en el barrio de Bronzeville.
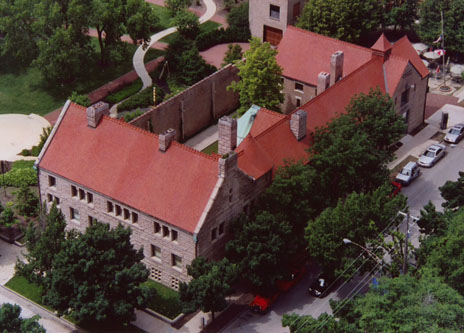
La Casa Glessner, diseñada por Henry Hobson Richardson
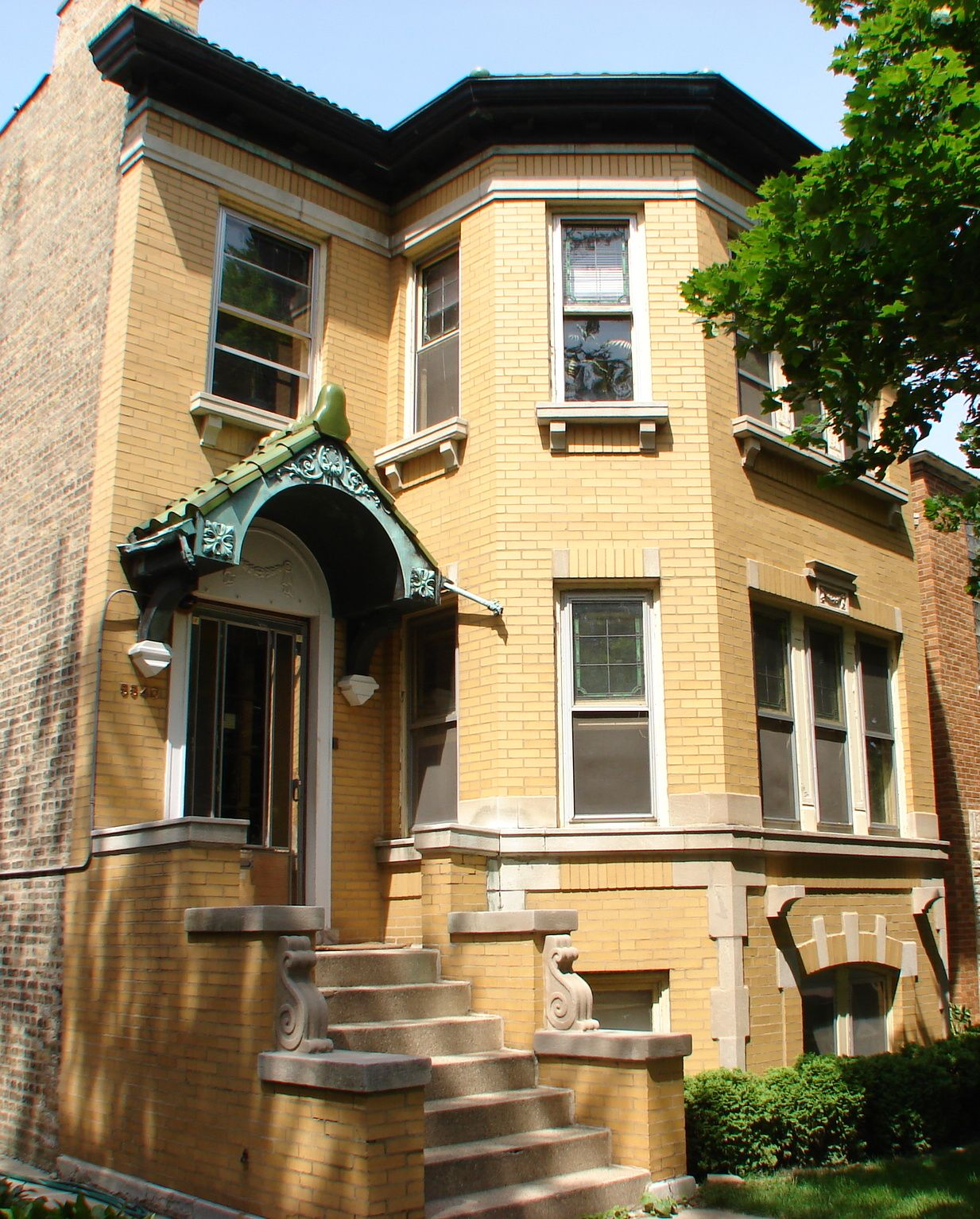
Two-flat en el barrio de Portage Park.
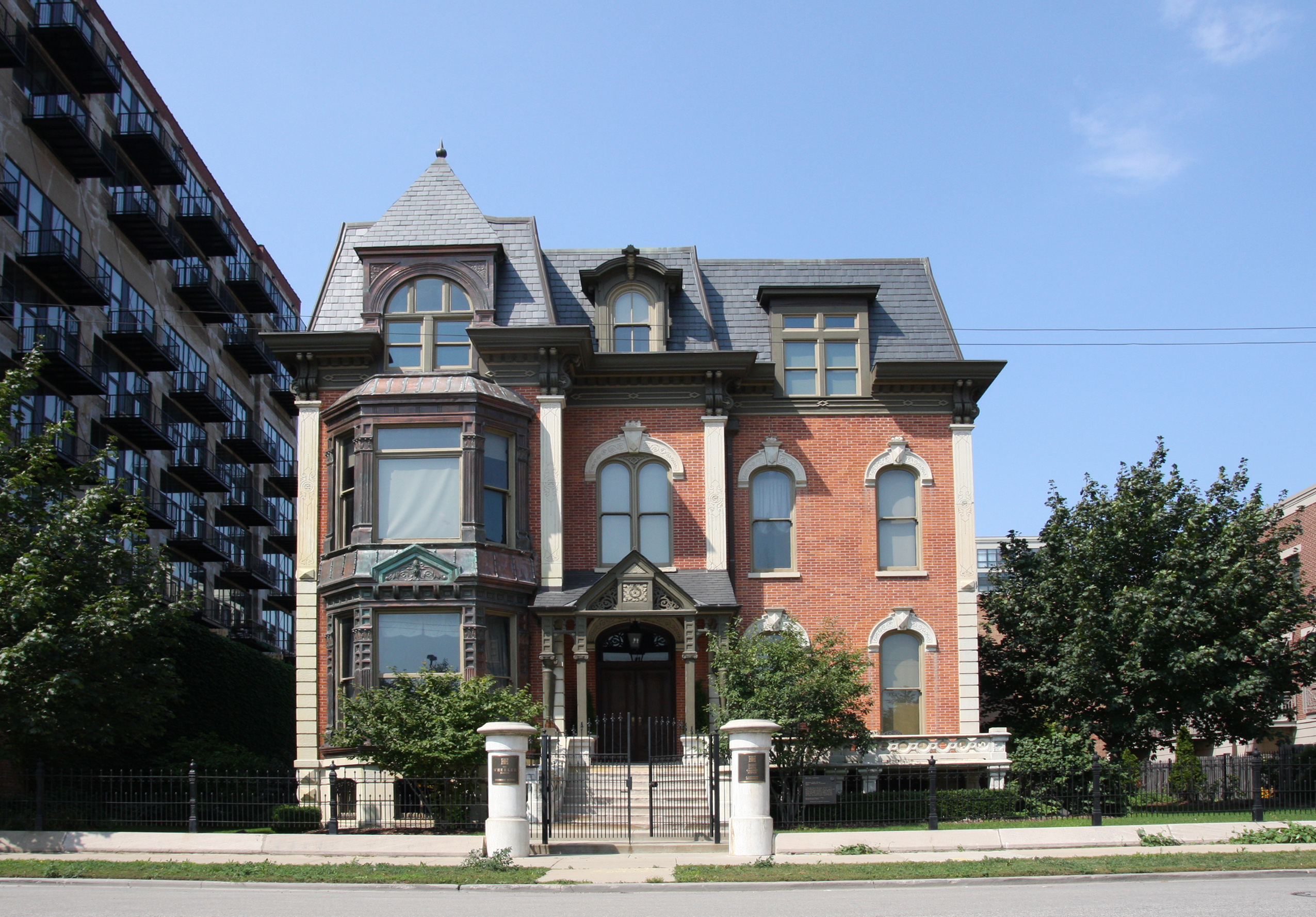
La Wheeler-Kohn House.
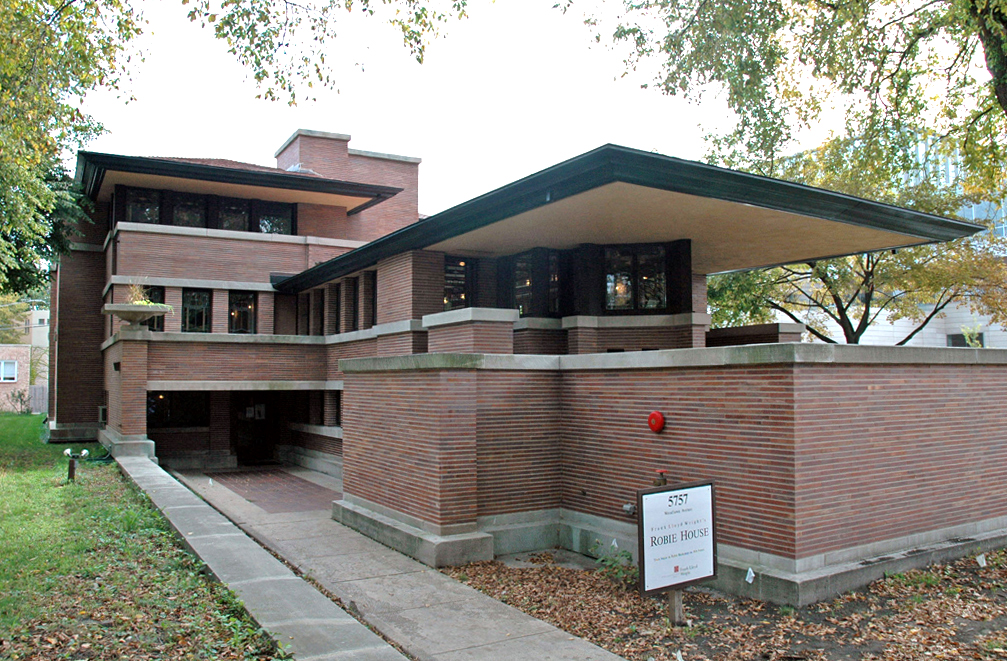
La Casa Robie, uno de los principales proyectos de Frank Lloyd Wright.

## Proyectos actuales
A finales del siglo XX empezó la construcción de un gran número de edificios nuevos, manifestando de nuevo la prosperidad económica de Chicago. Aumentó la superficie de los espacios verdes y el centro de la ciudad se hizo más seguro por la noche. Uno de los últimos proyectos importantes fue la fallida Chicago Spire: las obras empezaron en junio de 2007 y se debían haber completado en 2012. Este rascacielos residencial, que habría contenido 1200 apartamentos, es obra del arquitecto Santiago Calatrava y se debía convertir en el más alto del continente americano con 150 plantas y 609,6 metros de altura.
El Old Chicago Main Post Office Redevelopment es un proyecto de varios rascacielos situado a lo largo del río Chicago, en la parte sudoeste de Downtown Chicago, cuya construcción se realizará en varias fases, distribuidas en un período de diez años. Este proyecto costará 3500 millones de dólares e incluirá la renovación del edificio histórico de la Old Chicago Main Post Office, así como la construcción de viviendas, comercios, oficinas y lugares de ocio. El proyecto incluye la construcción de varias torres, entre las cuales dos torres gemelas. La más alta de las torres gemelas será una torre mixta de 600 metros de altura y 120 plantas, que superará al One World Trade Center como el edificio más alto de los Estados Unidos. El ayuntamiento aprobó este proyecto el 18 de julio de 2013.
En el siglo XXI Chicago se ha convertido en una de las ciudades más importantes de la arquitectura del paisaje, y la arquitectura de lugares públicos. Basándose en el legado de los siglos XIX y XX de arquitectos como Burnham, Frederick Olmstead, Jens Jensen y Alfred Caldwell, entre los proyectos modernos se encuentran Millennium Park, Northerly Island, el 606, el Chicago Riverwalk, Maggie Daley Park, y varias propuestas en Jackson Park.

## Edificios notables de Chicago

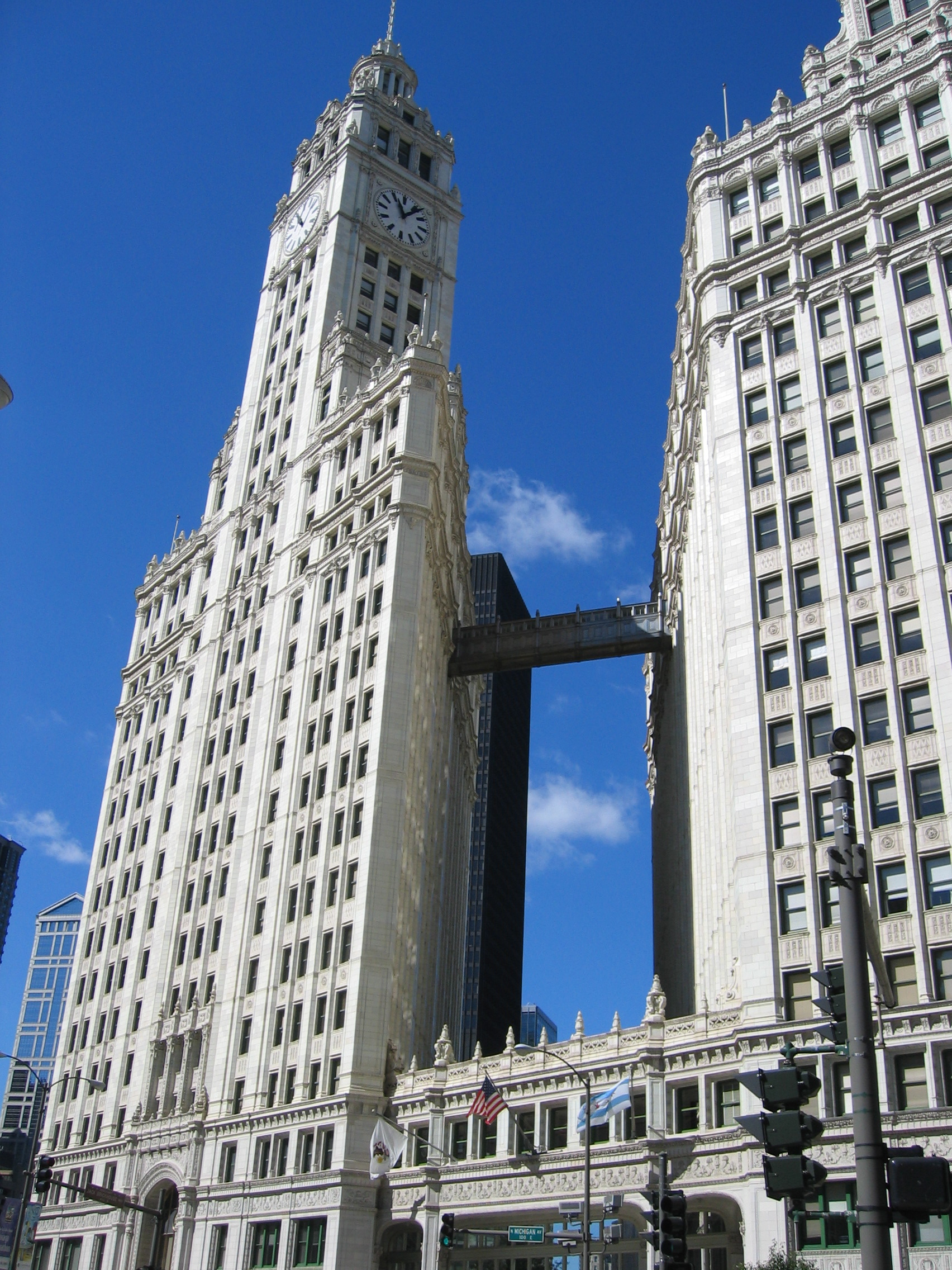
El Wrigley Building.

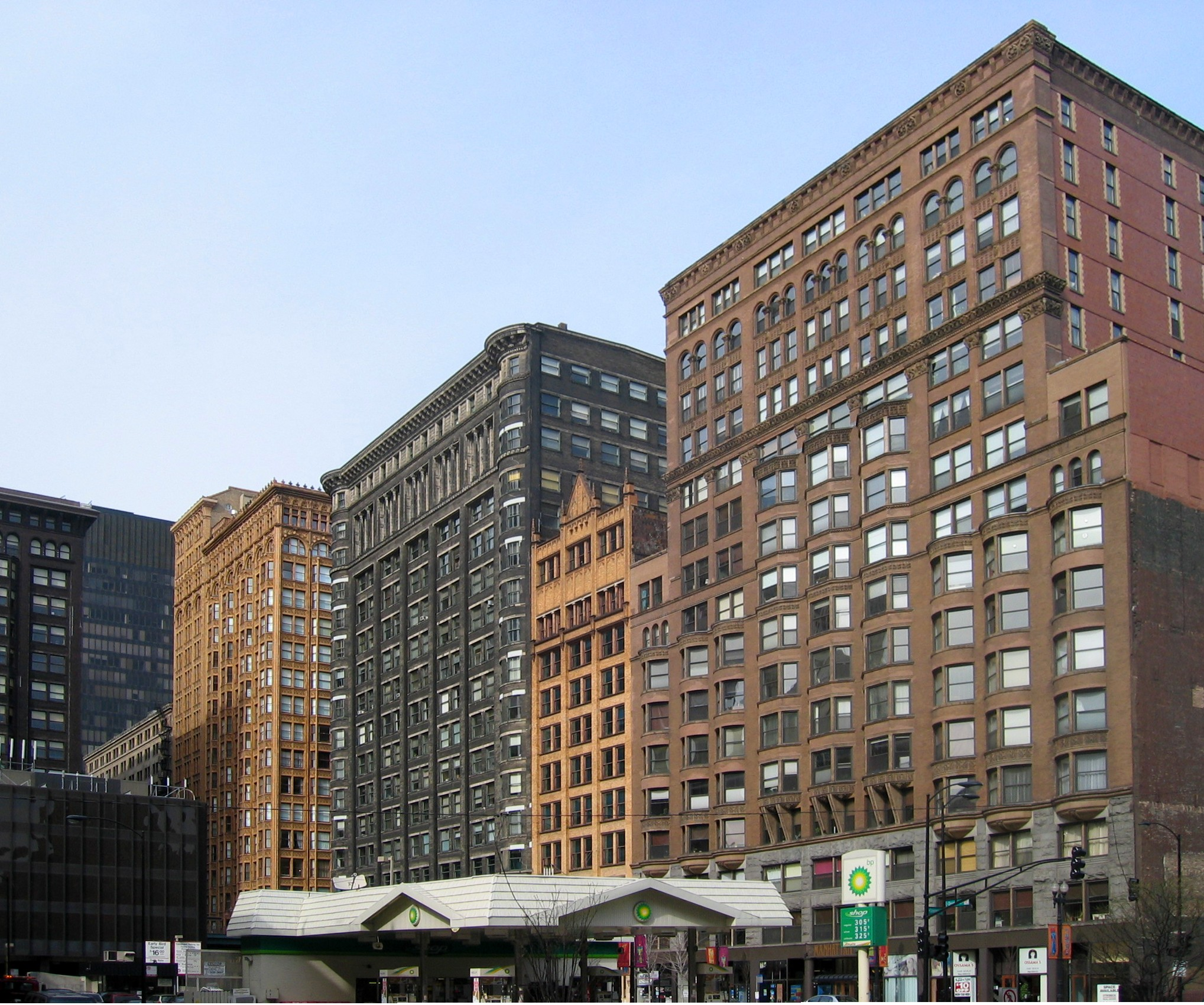
El Manhattan Building.

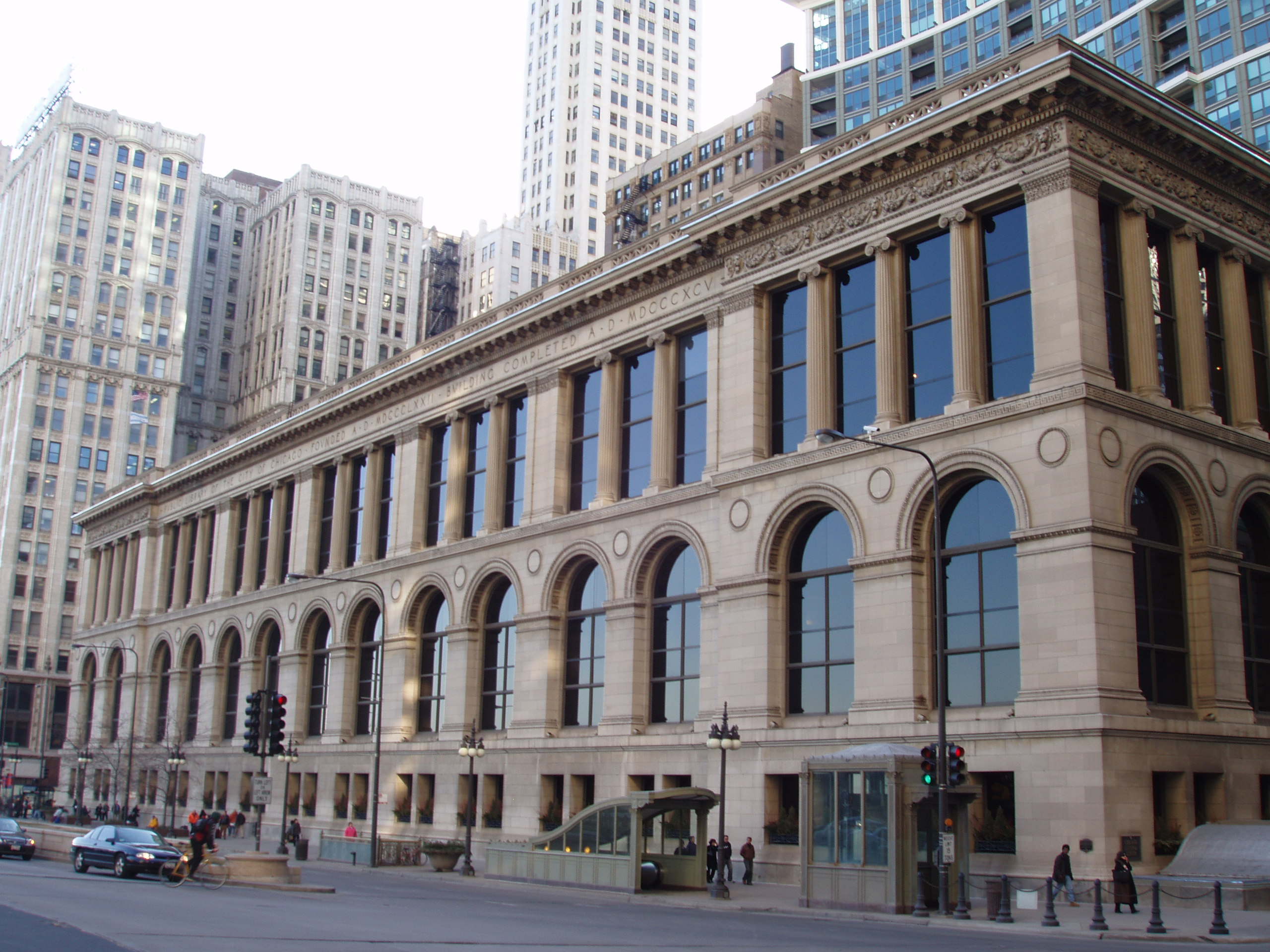
El Chicago Cultural Center.

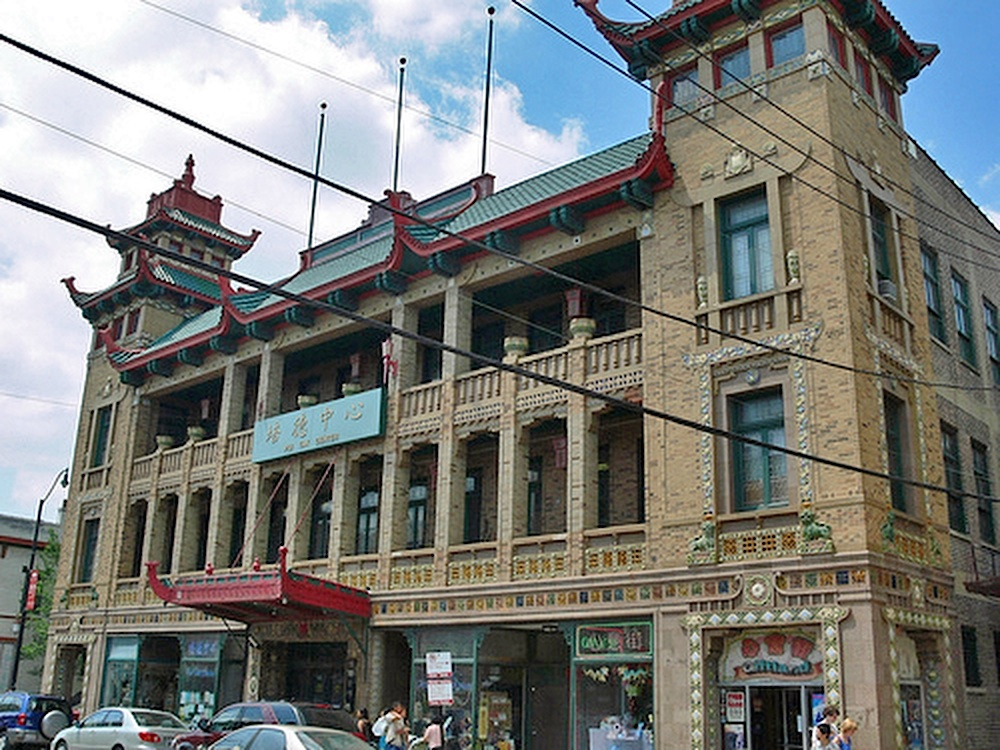
Un edificio emblemático del barrio de Chinatown.

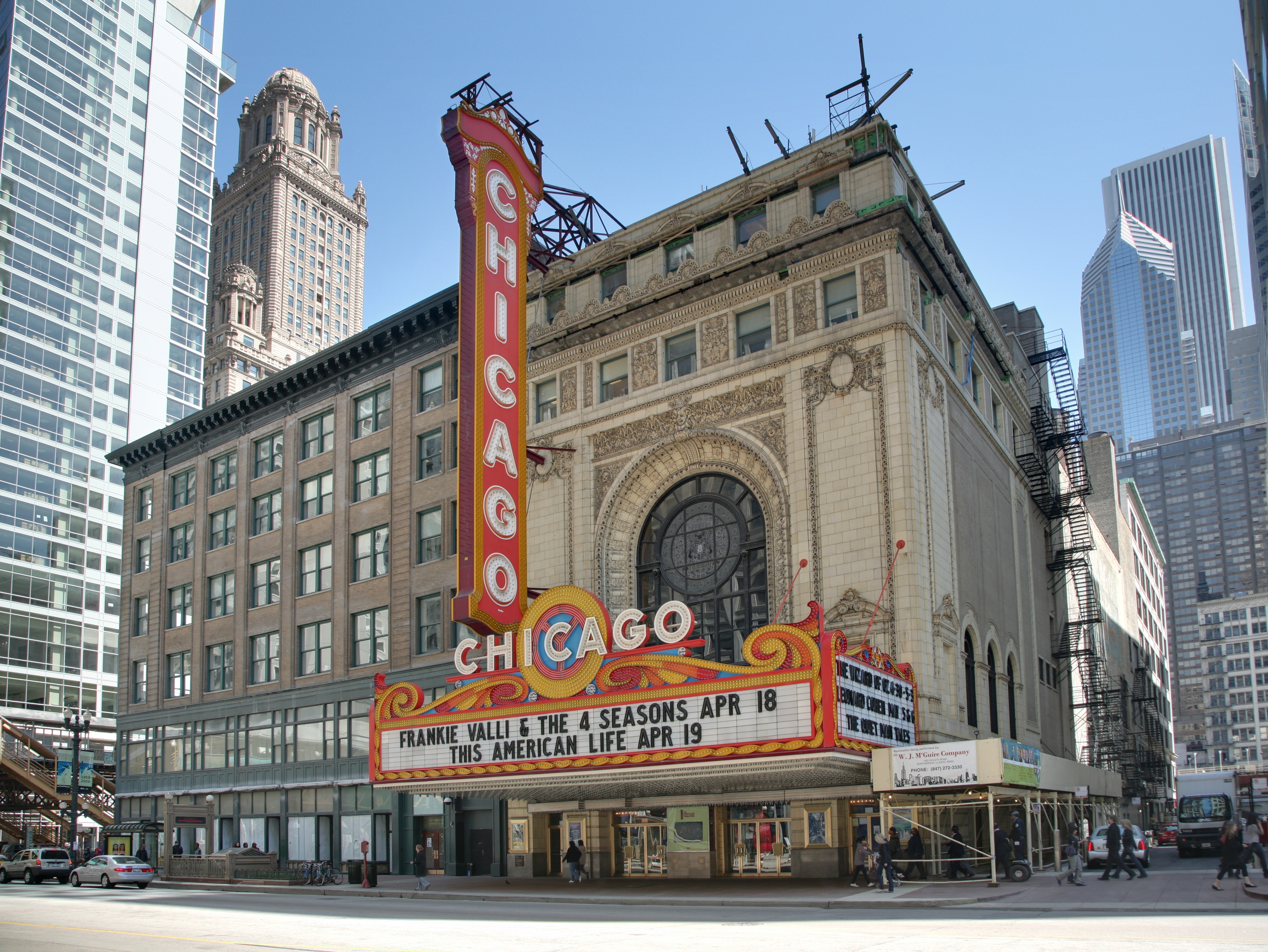
El Chicago Theatre.

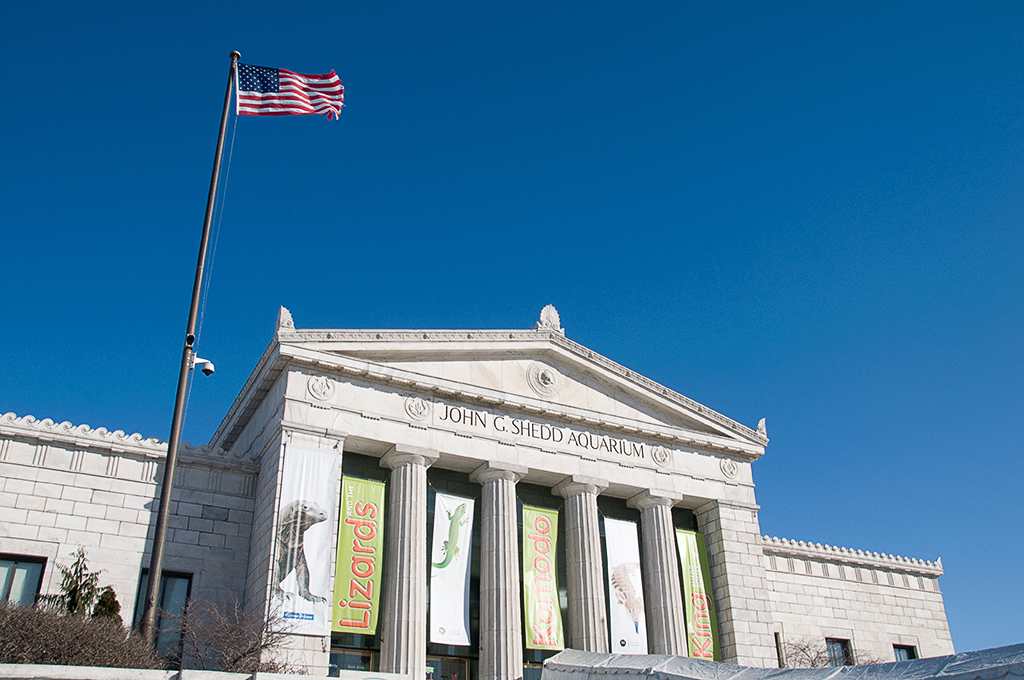
El Aquarium John G. Shedd.

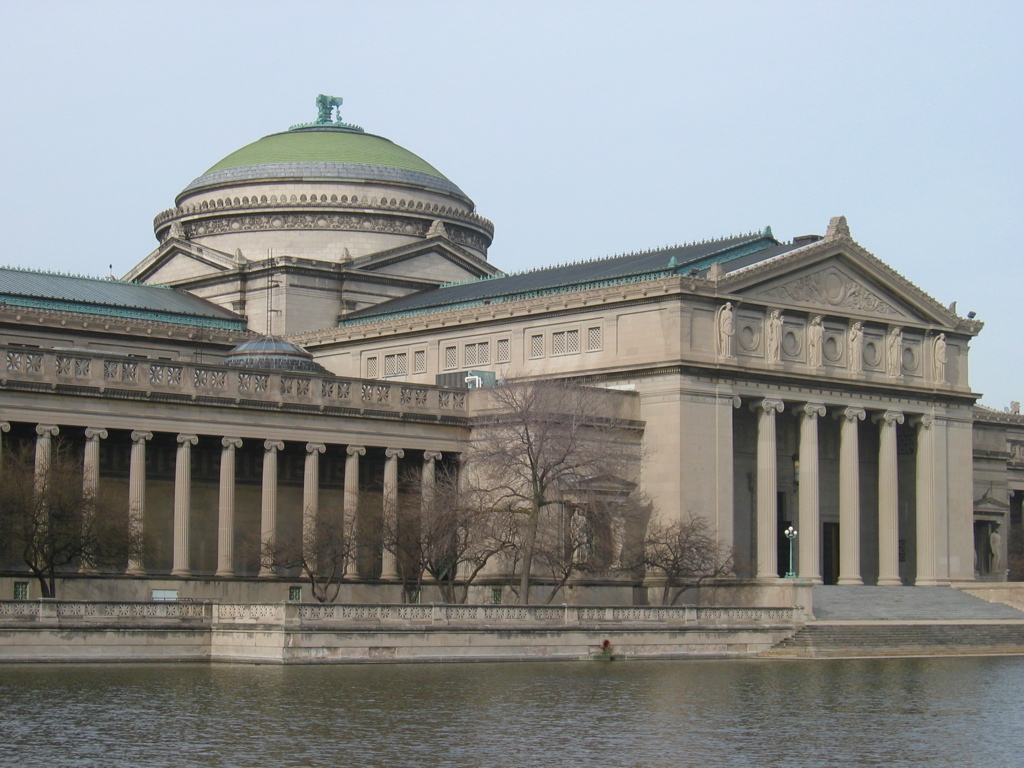
El Museo de la Ciencia y la Industria.

A continuación se presenta una lista de los edificios más destacados de Chicago, ordenados cronológicamente por su año de construcción, con su estilo arquitectónico entre paréntesis y el nombre del arquitecto, arquitectos o estudio de arquitectura que lo diseñó.

### Desde 1836 hasta 1899
- 1836: Henry B. Clarke House (Escuela de la Pradera), John Rye
- 1857-1863: Catedral de San Jaime de Chicago (neogótico), Edward J. Burling y William Backus
- 1869: Torre del Agua de Chicago (neogótico), William W. Boyington
- 1869: Estación de Bombeo (neogótico), William W. Boyington
- 1872: Segunda Iglesia Presbiteriana (neogótico), James Renwick
- 1872: Delaware Building (renacentista italiano), Wheelock & Thomas
- 1874-1915: Catedral del Santo Nombre (neogótico), Patrick Charles Keely
- 1879: Second Leiter Building (escuela de Chicago), William Le Baron Jenney
- 1884: Fine Arts Building (art nouveau), Solon Spencer Beman
- 1885: Home Insurance Building (escuela de Chicago), William Le Baron Jenney; demolido en 1931
- 1885: Mansión Palmer (neorrománico), Henry Ives Cobb y Charles Sumner Frost
- 1887: Marshall Field's Wholesale Store, Henry Hobson Richardson
- 1888: Rookery Building (neorrománico y Reina Ana), John Wellborn Root, Daniel Burnham
- 1889: Auditorium Building (art nouveau), Louis Sullivan y Dankmar Adler.
- 1890: Basílica de Nuestra Señora de los Dolores (neorrenacentista), Henry Engelbert
- 1890: Grand Central Station, Solon Spencer Beman; demolida en 1971
- 1890-1894: Reliance Building (escuela de Chicago), Daniel Burnham
- 1891: Manhattan Building (escuela de Chicago), William Le Baron Jenney
- 1892: Ludington Building (escuela de Chicago), William Le Baron Jenney
- 1893: Courthouse Place (neorrománico), Otto H. Matz
- 1897: Chicago Cultural Center (neoclásico), Shepley, Rutan and Coolidge
- 1898: Carson, Pirie, Scott and Company Building (escuela de Chicago), Louis Sullivan

### Desde 1900 hasta 1939
- 1903: Catedral de la Santa Trinidad (art nouveau y Arts & Crafts), Louis Sullivan
- 1904-1905: Chicago Savings Bank Building (escuela de Chicago), Holabird and Root
- 1905: Chicago Federal Building (Beaux-Arts), Henry Ives Cobb
- 1908-1910: Blackstone Hotel (Beaux-Arts y Segundo Imperio), Marshall y Fox
- 1909: Colvin House (Escuela de la Pradera), George W. Maher.
- 1909: Casa Robie (Escuela de la Pradera), Frank Lloyd Wright
- 1914-1916: Navy Pier, Daniel Burnham y Edward H. Bennett
- 1916: Edgewater Beach Hotel, Marshall y Fox
- 1919-1924: Wrigley Building (renacentista francés), Graham, Anderson, Probst & White
- 1920: Pont de Michigan Avenue, Edward H. Bennett
- 1921: Chicago Theatre (Beaux-Arts), Cornelius W. Rapp and George L. Rapp
- 1922: Krause Music Store, Louis Sullivan
- 1924: Soldier Field, Holabird and Root; renovación y ampliación (2003), Ben Wood y Carlos Zapata
- 1924: Metropolitan Tower (neoclásico), Graham, Anderson, Probst & White
- 1924: Chicago Temple Building (neogótico), Holabird and Root
- 1925: Uptown Theatre, Cornelius W. Rapp and George L. Rapp
- 1925: Tribune Tower (neogótico), John Mead Howells y Raymond Hood
- 1925: 35 East Wacker (art déco), Frederick P. Dinkelberg
- 1927: Victory Monument, escultura, John A. Nyden y Leonard Crunelle
- 1928: Mather Tower (neogótico), Herbert Hugh Riddle
- 1929: Palmolive Building (art déco), Holabird and Root
- 1929: Carbide & Carbon Building (art déco), Daniel Burnham
- 1929: John G. Shedd Aquarium, Graham, Anderson, Probst & White
- 1930: Chicago Board of Trade Building (art déco), Holabird and Root
- 1931: Merchandise Mart (art déco), Graham, Anderson, Probst & White
- 1934: Field Building, Graham, Anderson, Probst & White
- 1934-1960: Instituto de Tecnología de Illinois, SOM; contiene el Crown Hall (1956) de Ludwig Mies van der Rohe

### Desde 1940 hasta 2010
- 1940-1942: St. Wenceslaus, McCarthy, Smith y Eppig
- 1941: The Aquitania (neoclásico), Ralph C. Harris y Byron H. Jillson
- 1949-1952: Apartamentos Lake Shore Drive (Estilo Internacional), Ludwig Mies van der Rohe
- 1957: Inland Steel Building (Estilo Internacional), Skidmore, Owings and Merrill
- 1964: Marina City (Movimiento Moderno), Bertrand Goldberg
- 1968: Lake Point Tower (Estilo Internacional), John Heinrich y George Schipporeit
- 1969: John Hancock Center (expresionista), Skidmore, Owings and Merrill
- 1973: Flamingo, escultura de Alexander Calder
- 1973: Willis Tower (Estilo Internacional), SOM; rascacielos más alto del mundo (1973-1998) y de los Estados Unidos (1973-2013)
- 1974: Aon Center (Movimiento Moderno), Edward Durell Stone
- 1975: Kluczynski Federal Building (Estilo Internacional), Ludwig Mies van der Rohe
- 1979-1985: James R. Thompson Center (posmoderno), Helmut Jahn
- 1982: NBC Tower (posmoderno), Skidmore, Owings and Merrill
- 1989: Leo Burnett Building (posmoderno), Kevin Roche-John Dinkeloo and Associates
- 1991: Harold Washington Library (posmoderno), Thomas Beeby
- 1991: U.S. Cellular Field, Thornton Tomasetti
- 1991: Museo de Arte Contemporáneo de Chicago, Josef Paul Kleihues
- 1992: 77 West Wacker Drive (Movimiento Moderno), Ricardo Bofill
- 1999-2004: Pavillon Jay Pritzker, Frank Gehry
- 2004: Millennium Park, Frank Gehry y Kathryn Gustafson; contiene la Crown Fountain (2004) de Jaume Plensa y la Cloud Gate (2004) de Anish Kapoor.
- 2007-2008: Joffrey Tower (Movimiento Moderno), Booth Hansen
- 2009: Trump International Hotel and Tower (Estilo Internacional), Skidmore, Owings and Merrill.

## Monumentos y espacios públicos

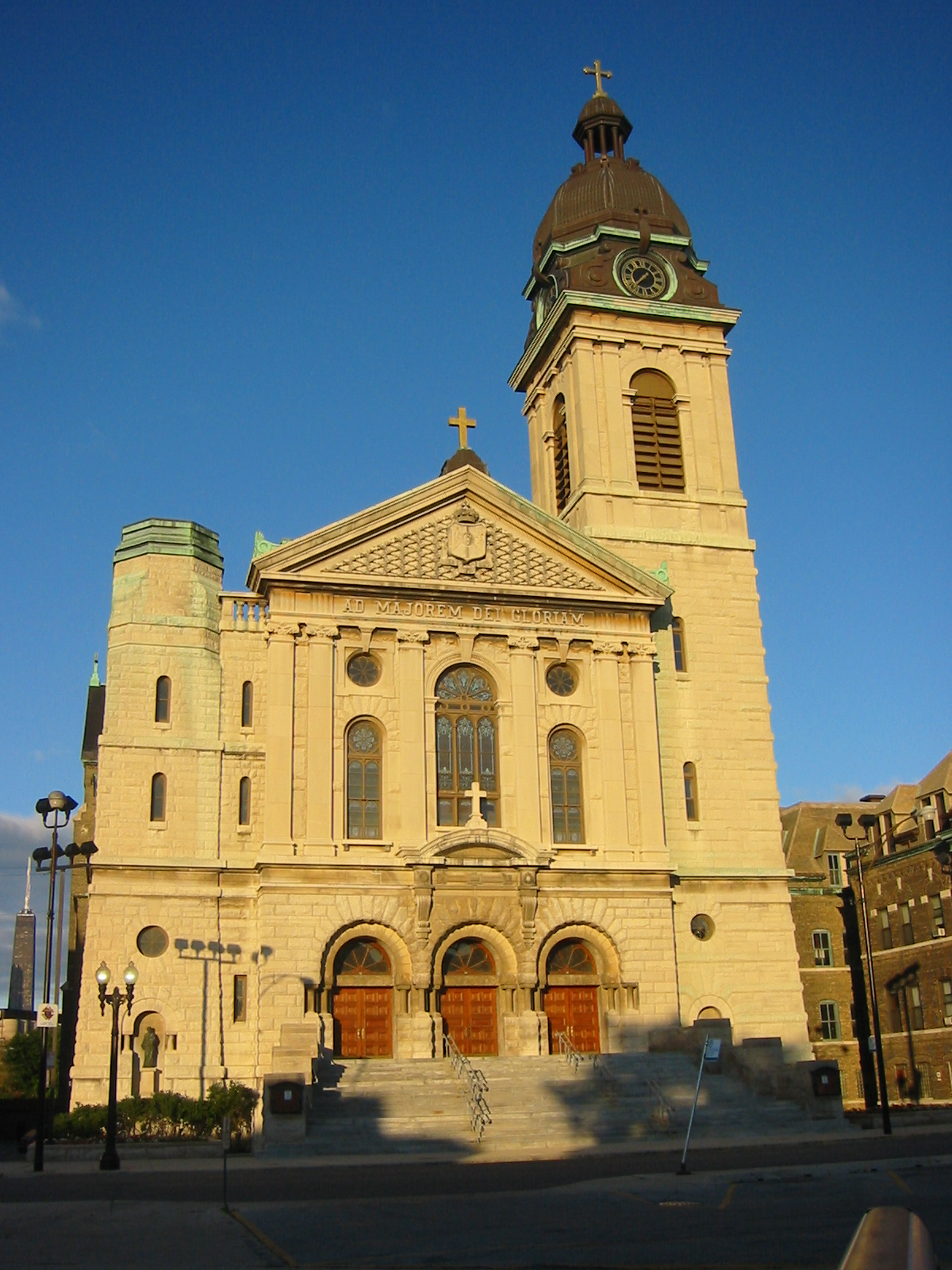
La iglesia de san John Cantius, una de las catedrales polacas de Chicago.

Chicago es conocida por su riqueza de arte público, que incluye obras de artistas como Chagall, Picasso (Chicago Picasso), Miró y Abakanowicz al aire libre. Además, las esculturas de la ciudad honran a las muchas personas y temas que reflejan la rica historia de Chicago. Hay monumentos a:
| - Tadeusz Kościuszko de Kazimierz Chodzinski - Nicolás Copérnico de Bertel Thorvaldsen - Karel Havlíček Borovský de Joseph Strachovsky - Papa Juan Pablo II, varios monumentos (incluido uno de Czesław Dźwigaj) - Tomáš Garrigue Masaryk de Albin Polasek - Irv Kupcinet de Preston Jackson - Abraham Lincoln de Augustus Saint Gaudens | - El Heald Square Monument con George Washington, Haym Salomon y Robert Morris Hunt, de Lorado Taft, (finalizado por Leonard Crunelle) - Cristóbal Colón de Carl Brioschi - General John A. Logan de Augustus Saint Gaudens - Harry Caray de Omri Amrany y Lou Cella - Jack Brickhouse de Jerry McKenna - Monumento a la revuelta de Haymarket de Mary Brogger - Monumento a la Gran Migración Negra de Alison Saar |

## Lista de edificios
En 2010, el Chicago Magazine escogió cuarenta edificios por su importancia histórica y arquitectónica, abriendo un foro on-line para el debate. Los diez primeros fueron:
| - 1: John Hancock Center, 875 N. Michigan Ave. (1969) - 2: Rookery Building, 209 S. LaSalle St. (1885–1888) - 3: Apartamentos Lake Shore Drive, (1952) - 4: Monadnock Building, 53 W. Jackson Blvd. (1891 and 1893) - 5: Carson, Pirie, Scott and Company Building, 1 S. State St. (1899) | - 6: Crown Hall, 3360 S. State St. (1956) - 7: Auditorium Building, 430 S. Michigan Ave. (1889) - 8: Casa Robie, 5757 S. Woodlawn Ave. (1909) - 9: Casa Farnsworth, 14520 River Rd., Plano, IL (1951) - 10: Torre Sears (actualmente Torre Willis), 233 S. Wacker Dr. (1974) |